# Budapest

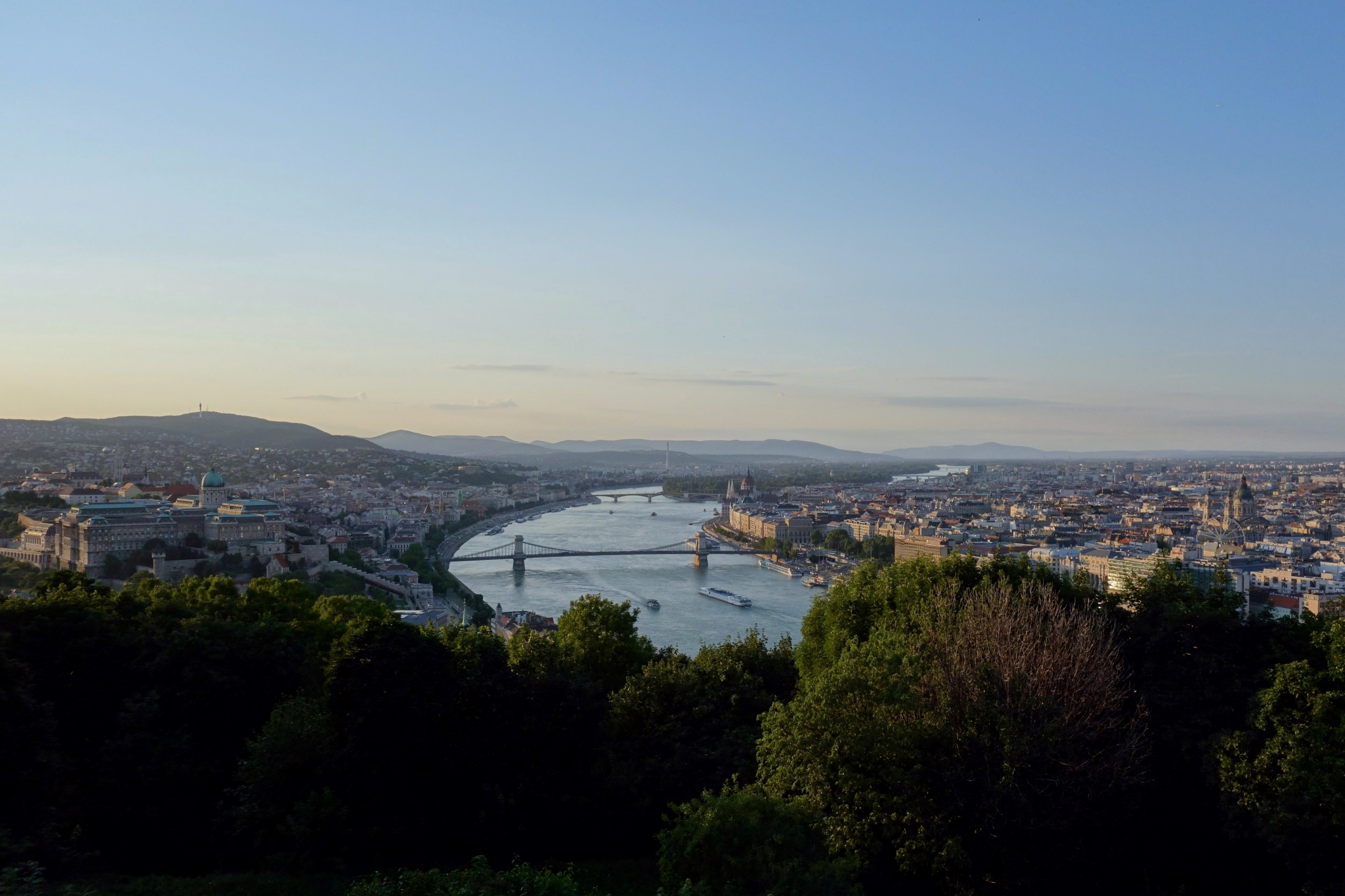
Buda mit dem Burgpalast (links) und Pest mit dem Parlamentsgebäude und der St.-Stephans-Basilika (Blick vom Gellértberg)

Budapest (ungarische Aussprache ['budɒpɛʃt]; anhörenⓘ; deutsch historisch Ofen-Pesth, neuer Ofenpest) ist die Hauptstadt und zugleich größte Stadt Ungarns. Mit knapp 1,7 Millionen Einwohnern ist Budapest die zehntgrößte Stadt der Europäischen Union und die fünftgrößte Stadt Mitteleuropas (nach Berlin, Wien, Warschau und Hamburg).
Laut dem britischen Marktforschungsunternehmen Euromonitor International gehört sie zu den zwanzig am häufigsten von Touristen besuchten Städten Europas. Die Einheitsgemeinde Budapest entstand 1873 durch die Zusammenlegung der zuvor selbstständigen Städte Buda (deutsch Ofen), Óbuda (Alt-Ofen), beide westlich der Donau, und Pest östlich der Donau. Der Name Budapest selbst tauchte zuvor nicht auf, üblich im Sprachgebrauch war Pest-Buda. Das Donauufer, das Burgviertel und die Andrássy-Straße gehören heute zum UNESCO-Welterbe.

## Geographie

### Lage

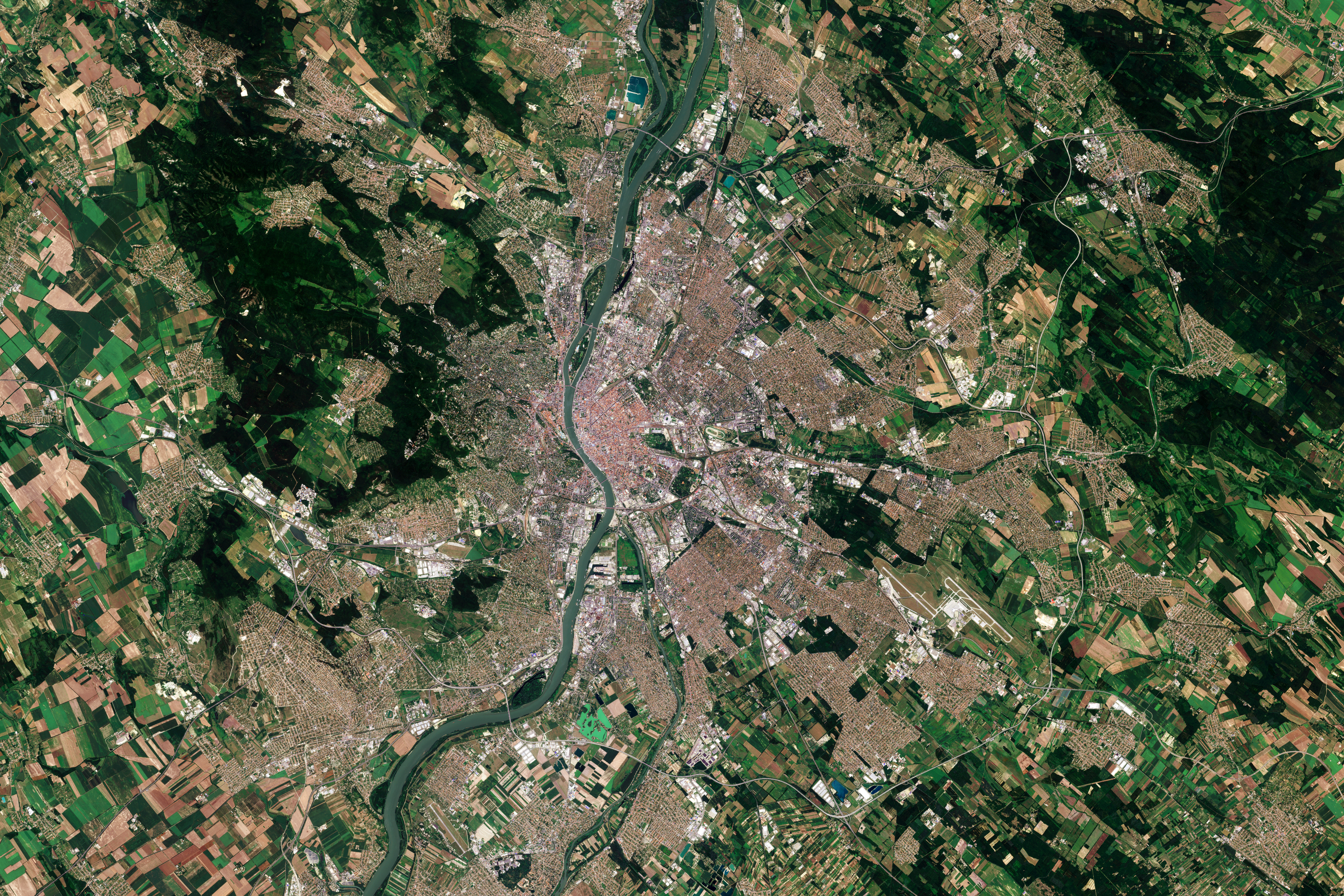
Satellitenaufnahme

Budapest liegt an der Donau, die an dieser Stelle das ungarische Mittelgebirge verlässt und in das ungarische Tiefland fließt. Die höchste Erhebung in Budapest ist der zu den Budaer Bergen zählende 527 Meter hohe János-Berg (ungarisch János-hegy). Weitere Budaer Berge sind der Gellértberg (Gellért-hegy), der Burgberg (Várhegy), der Rosenhügel (Rózsadomb), der Sonnenberg (Naphegy), der Adlerberg (Sashegy), der Martinsberg (Mártonhegy), der Schwabenberg (Svábhegy) und der Széchenyiberg (Széchenyi-hegy). Geotektonisch gesehen liegt die Stadt auf einer Bruchstelle, deshalb ist besonders Buda so reich an Thermalquellen.

### Klima
Wegen der Binnenlage und der abschirmenden Wirkung der Gebirge hat Budapest ein relativ trockenes Kontinentalklima mit kaltem Winter und warmem Sommer. Die mittleren Temperaturen liegen im Januar bei −1,6 °C sowie im Juli bei 21 °C. Im Frühsommer sind die ergiebigsten Niederschläge zu verzeichnen. Die mittlere Niederschlagsmenge beträgt im Jahr rund 500 bis 600 Millimeter.
|                       | Jan  | Feb  | Mär  | Apr  | Mai  | Jun  | Jul  | Aug  | Sep  | Okt  | Nov  | Dez  |   |       |
| Mittl. Tagesmax. (°C) | 2,6  | 5,1  | 10,6 | 17,1 | 22,4 | 25,3 | 27,9 | 27,4 | 22,1 | 16,1 | 8,5  | 3,2  | ⌀ | 15,7  |
| Mittl. Tagesmin. (°C) | −3,0 | −1,8 | 2,0  | 6,8  | 11,5 | 14,4 | 16,4 | 16,0 | 11,8 | 7,0  | 2,3  | −1,7 | ⌀ | 6,9   |
|                       |      |      |      |      |      |      |      |      |      |      |      |      |   |       |
| Niederschlag (mm)     | 30,5 | 26,4 | 30,6 | 39,5 | 62,1 | 63,5 | 57,7 | 56,1 | 45,0 | 34,5 | 49,3 | 39,3 | Σ | 534,5 |
|                       |      |      |      |      |      |      |      |      |      |      |      |      |   |       |
| Regentage (d)         | 6    | 5    | 6    | 6    | 9    | 7    | 7    | 6    | 5    | 5    | 7    | 7    | Σ | 76    |
|                       |      |      |      |      |      |      |      |      |      |      |      |      |   |       |
| Luftfeuchtigkeit (%)  | 81   | 76   | 67   | 60   | 62   | 62   | 60   | 62   | 65   | 74   | 81   | 83   | ⌀ | 69,4  |

| −3,0 |

| −1,8 |

| 2,0 |

| 6,8 |

| 11,5 |

| 14,4 |

| 16,4 |

| 16,0 |

| 11,8 |

| 7,0 |

| 2,3 |

| −1,7 |

| −3,0 |

| −1,8 |

| 2,0 |

| 6,8 |

| 11,5 |

| 14,4 |

| 16,4 |

| 16,0 |

| 11,8 |

| 7,0 |

| 2,3 |

| −1,7 |

## Geschichte

### Römerzeit

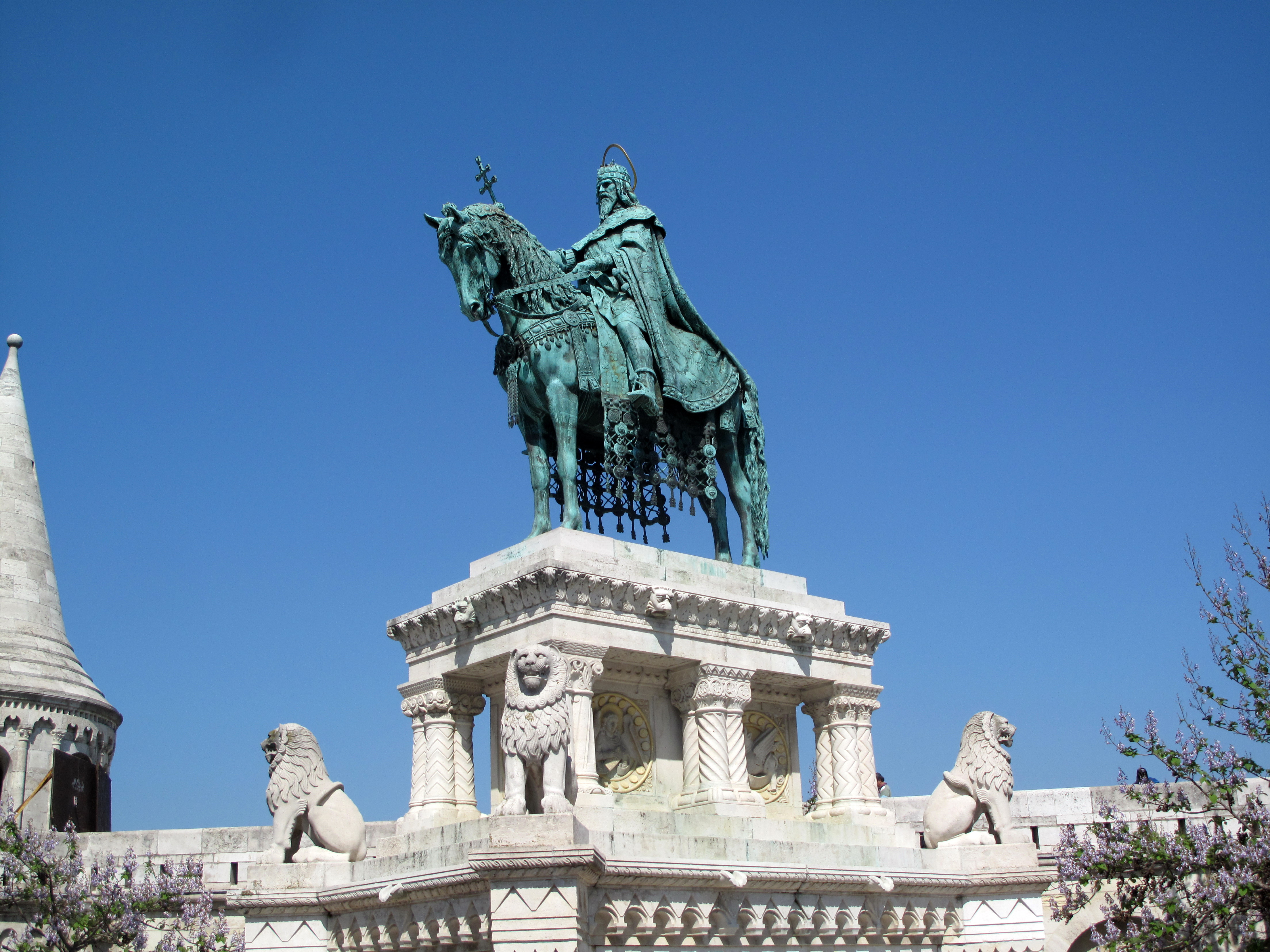
Der heilige Stephan I.

Budapests Geschichte beginnt um 89 mit der Gründung eines römischen Militärlagers in ehemals vom keltischen Stamm der Eravisker besiedeltem Gebiet. In der Folge entstand um das Lager die römische Siedlung Aquincum, die zwischen 106 und 296 Hauptstadt der Provinz Pannonia inferior war. Unter römischer Herrschaft prosperierte die Stadt, es lassen sich ein Statthalterpalast, mehrere Amphitheater und Bäder nachweisen, außerdem wurde die an der gefährdeten römischen Donaugrenze gelegene Stadt mit einer Mauer versehen.

### Völkerwanderung
Am Ende des 4. Jahrhunderts kam es im Zuge der Völkerwanderung vermehrt zu Einfällen germanischer und hunnisch-alanischer Stämme; nach dem Untergang des Römischen Reiches und dem Ende der Völkerwanderung siedelte hier zunächst eine slawische Bevölkerung, die aber ab 896 von Ungarn, uralischen Völkern, die in die pannonische Tiefebene einwanderten, verdrängt wurden.

### Mittelalter
Die später christianisierten und sesshaft gewordenen Ungarn wohnten in Dörfern mit Kirchen und betrieben Ackerbau und Viehzucht. Im Zentrum wichtiger Verkehrswege gewann Pest immer mehr an Bedeutung. Bereits zu dieser Zeit entstand über die Donau (etwa bei der heutigen Elisabethbrücke) ein reger Fährverkehr zum gegenüberliegenden Buda. Mit der Krönung Stephans I. (am Weihnachtstag 1000 oder 1. Januar 1001) zum ersten König von Ungarn bauten die Ungarn ihre Vorherrschaft aus. Durch den Einfall der Mongolen (Mongolensturm) 1241 kam es nach der Schlacht bei Muhi fast zur völligen Zerstörung. Die königliche Residenz wurde zunächst nach Visegrád verlegt. 1308 wurde die Stadt erneuert und 1361 Hauptstadt des Königreiches. 1514 fand ein Bauernaufstand, angeleitet von György Dózsa, statt.

### Türkische Besatzung
Ab 1446 griffen die Osmanen immer wieder Ungarn an, was in der Besetzung des größten Teils des Landes gipfelte. So fiel Pest 1526 und das durch die Burg etwas geschützte Buda 15 Jahre später. Die Hauptstadt des noch unbesetzten Ungarns, das fast nur noch aus Oberungarn (im Wesentlichen das Gebiet der heutigen Slowakei) bestand, wurde von 1536 bis 1784 Preßburg (Bratislava). Während Buda (Ofen) zum Sitz eines türkischen Paschas wurde, fand Pest kaum mehr Beachtung und verlor einen großen Teil seiner Einwohner.
Am 18. Mai 1578 explodierte die Pulverkammer des Burgpalastes nach einem Blitzeinschlag. Etwa 2000 Menschen starben; der Palast wurde zerstört.

### Habsburgerzeit bis 1800
Schließlich gelang es den Habsburgern, die seit 1526 Könige von Ungarn waren, die Osmanen zu vertreiben und Ungarn wiederherzustellen (siehe auch: Belagerung von Ofen (1684/1686)). Für die Bevölkerung von Buda und Pest änderte sich allerdings nur wenig; sie wurde weiterhin von Fremden verwaltet und musste sehr hohe Steuern zahlen. Die Einwohner wehrten sich in einem Aufstand, der aber niedergeschlagen wurde.
Pest war seit 1723 der Sitz der administrativen Verwaltung des Königreiches. Es wurde trotz der widrigen Verhältnisse und eines verheerenden Hochwassers 1838 mit 70.000 Opfern zu einer der am schnellsten wachsenden Städte des 18. und 19. Jahrhunderts. 1780 wurde Deutsch von den Habsburgern als Amtssprache eingeführt. Dies geschah auch, um die immer wieder aufflammenden revolutionären Bewegungen besser kontrollieren zu können. Damit wurde man auch den regelmäßig ins Land gerufenen deutschen Siedlern gerecht, die mittlerweile große Teile der Stadt besiedelten. Das Kernland der Kroaten, etwa das Gebiet des heutigen Kroatiens, war Budapest unterstellt.

### 19. Jahrhundert

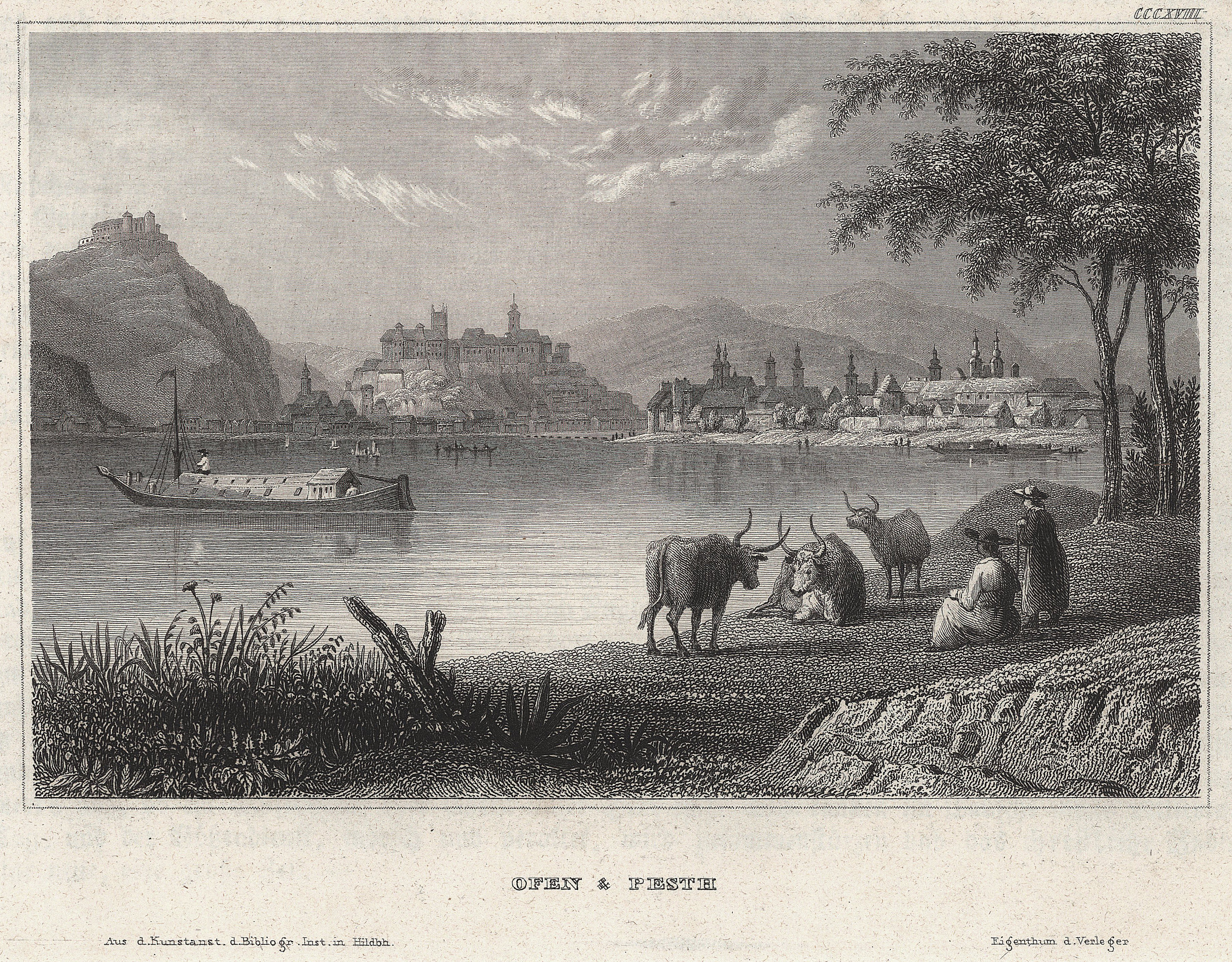
Panorama um 1840

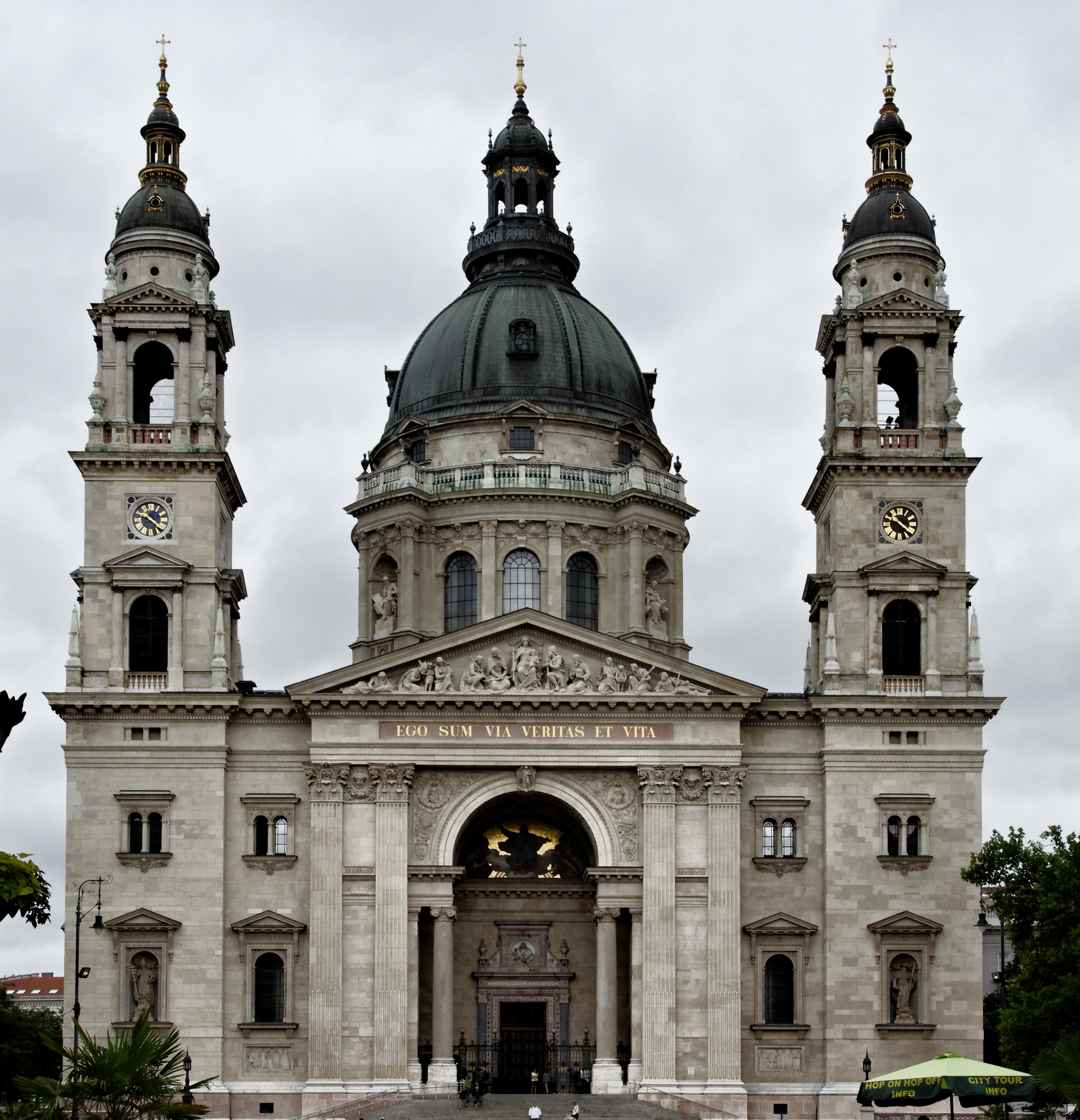
St.-Stephans-Basilika

Die Kettenbrücke (ungarisch Széchenyi Lánchíd) wurde in der Zeit von 1839 bis 1849 als erste feste Brücke auf Anregung des ungarischen Reformers Graf István Széchenyi erbaut. Angeregt wurde er dazu, nachdem er eine Woche lang warten musste, um zum Begräbnis seines Vaters ans andere Ufer zu kommen. Den ungarischen Namen trägt sie ihm zu Ehren. Sie ist die älteste und bekannteste der neun Budapester Brücken über die Donau. Zuvor wurde (neben Fährverbindungen) im Sommer eine Pontonbrücke verwendet, welche aus aneinander befestigten Booten bestand.

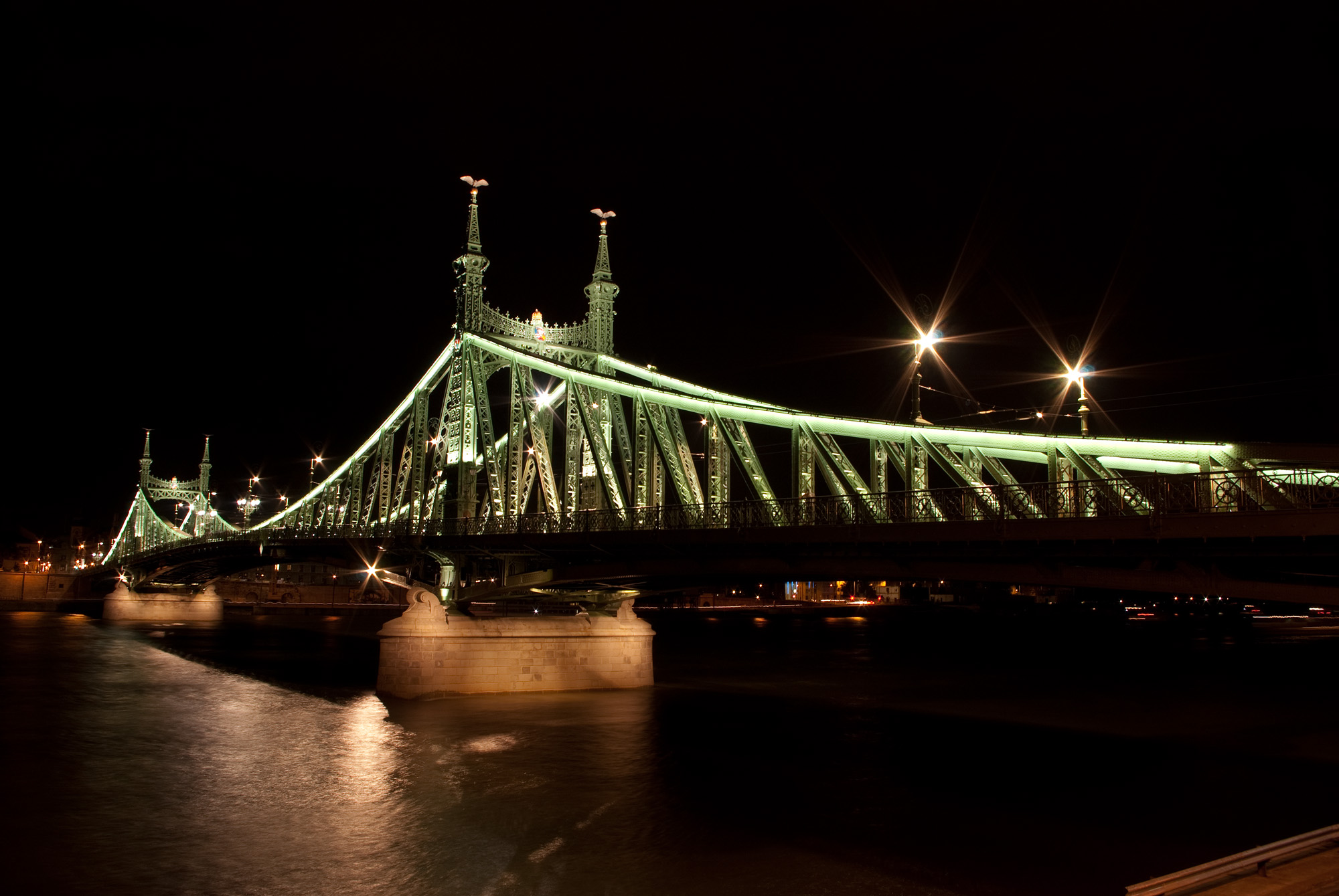
Freiheitsbrücke

Während der ungarischen Revolution 1848 war Budapest einer der Hauptplätze der Unruhen, mit denen die Ungarn gegen die reformfeindliche Unterdrückung durch die Habsburger ankämpften. Zwar wurde der Aufstand letztlich mit Hilfe Russlands blutig niedergeschlagen, aber die Ereignisse von 1849 führten 1867 indirekt in den Ausgleich zwischen Österreich und Ungarn. Damit wurde Ungarn weitgehend unabhängig. Symbol des Ausgleichs war der jährliche mehrwöchige Aufenthalt Kaiser Franz Josephs in Budapest. Als König von Ungarn residierte er auf der Budaer Burg und nahm in dieser Zeit – in ungarischer Sprache und in eine ungarische Uniform gekleidet – mit den Ministern Ungarns und dem königlich ungarischen Reichstag seine ungarischen Ämter wahr.
Die Zusammenlegung von Buda, Óbuda und Pest war schon 1849 unter der revolutionären Regierung Ungarns verordnet worden. Als die Habsburger ihre Macht wiederherstellten, widerriefen sie diesen Beschluss. Erst 1873, sechs Jahre nach dem Österreichisch-Ungarischen Ausgleich von 1867, kam es endgültig zur Vereinigung der beiden Stadthälften. Vorausgegangen war bereits 1870 die Gründung eines Hauptstädtischen Rates für öffentliche Arbeiten, der die bauliche und infrastrukturelle Entwicklung der Gesamtstadt koordinieren sollte.

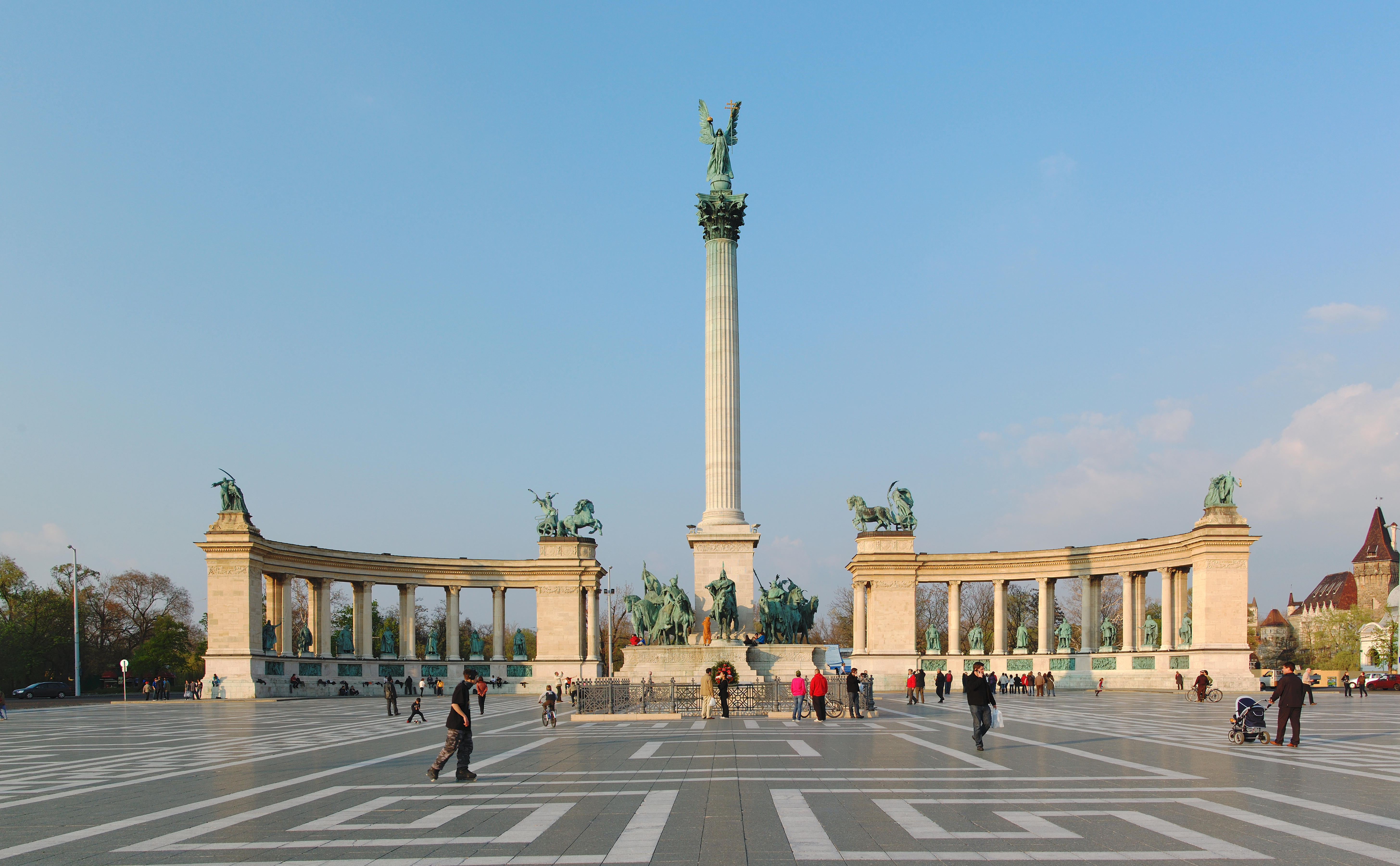
Heldenplatz mit Millenniumsdenkmal

Zur Jahrtausendfeier der Landnahme der Ungarn (dem sogenannten Millennium) 1896 wurden im Zusammenhang mit der Budapester Millenniumsausstellung 1896 zahlreiche Großprojekte, etwa der Heldenplatz und mit der Földalatti die erste U-Bahn auf dem europäischen Festland, fertiggestellt. Die Einwohnerzahl im gesamten Stadtgebiet versiebenfachte sich zwischen 1840 und 1900 und stieg auf rund 730.000.

### Zeit der Weltkriege
Nach dem verlorenen Ersten Weltkrieg mit den daraus resultierenden Todesopfern erfolgte 1918 der Zusammenbruch der Österreichisch-Ungarischen Monarchie. Mit dem Vertrag von Trianon verlor Ungarn fast drei Viertel seines Reichsgebiets.
Nach der dreitägigen Asternrevolution im Oktober 1918 wurde am 21. März 1919 die kommunistische Ungarische Räterepublik unter Béla Kun gegründet. Sie hatte nur vier Monate Bestand und brach zusammen, als rumänische Truppen Anfang August 1919 im Ungarisch-Rumänischen Krieg Budapest und weite Teile Ungarns besetzten, worauf Mitglieder der Räteregierung nach Wien flohen. Der Sozialist Gyula Peidl war kurzzeitig Ministerpräsident, seine Regierung wurde jedoch am 6. August 1919 bei einem bewaffneten Putsch rechter Kräfte abgesetzt. Nachfolgestaat wurde das Königreich Ungarn unter Miklós Horthy. Nach seinem Sieg zog Horthy an der Spitze der konservativen Truppen am 16. November 1919 in Budapest ein und wurde Reichsverweser (Regent; ungarisch: kormányzó) Ungarns, das formell noch immer ein Königreich war.

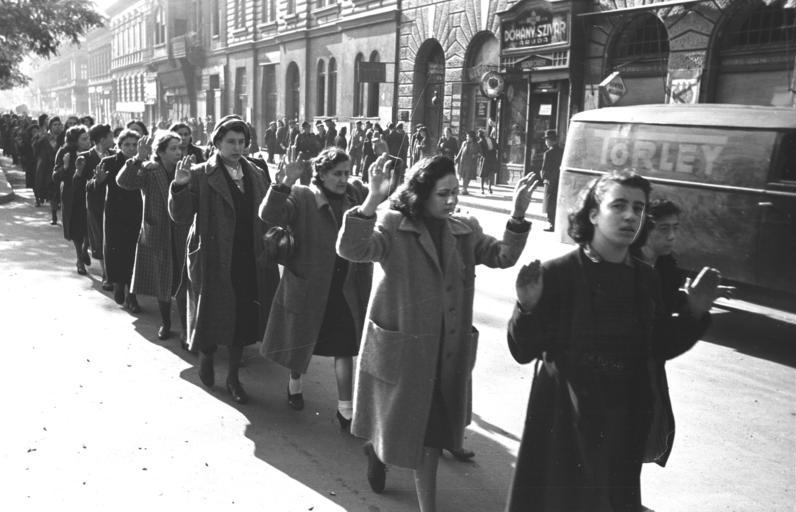
Verhaftete jüdische Frauen in der Wesselényi-Straße am 20./22. Oktober 1944, Aufnahme aus dem Bundesarchiv

Ungarn war im Zweiten Weltkrieg seit 1941 ein Verbündeter des nationalsozialistischen Deutschen Reiches. Die deutsche Besetzung Ungarns (Unternehmen Margarethe) begann am 19. März 1944 und erfolgte nach dem Versuch Ungarns, sich vom verbündeten Deutschen Reich zu lösen. Rund ein Drittel der etwa sechshunderttausend Juden in Ungarn wurde bis Kriegsende ermordet. Die meisten von ihnen wurden ab 1944 von den Nationalsozialisten in das KZ Auschwitz deportiert. Allerdings rettete der Einsatz mehrerer Diplomaten, darunter des Schweden Raoul Wallenberg und des Schweizers Carl Lutz, zahlreichen Budapester Juden das Leben und bewahrte sie vor der Deportation. Ab dem 3. April 1944 wurden Teile Budapests durch amerikanische und britische Luftangriffe zerstört. Die stärksten Verwüstungen erfolgten, als sowjetische Streitkräfte von Ende Dezember 1944 bis Anfang Februar 1945 die Stadt während der Schlacht um Budapest bis zur Einnahme belagerten. Die eingeschlossenen deutschen und ungarischen Truppen sprengten bei ihrem Rückzug auf die Budaer Seite des Kessels sämtliche Brücken über die Donau. 38.000 Zivilisten starben noch in dieser Kriegsphase.

### Nachkriegszeit

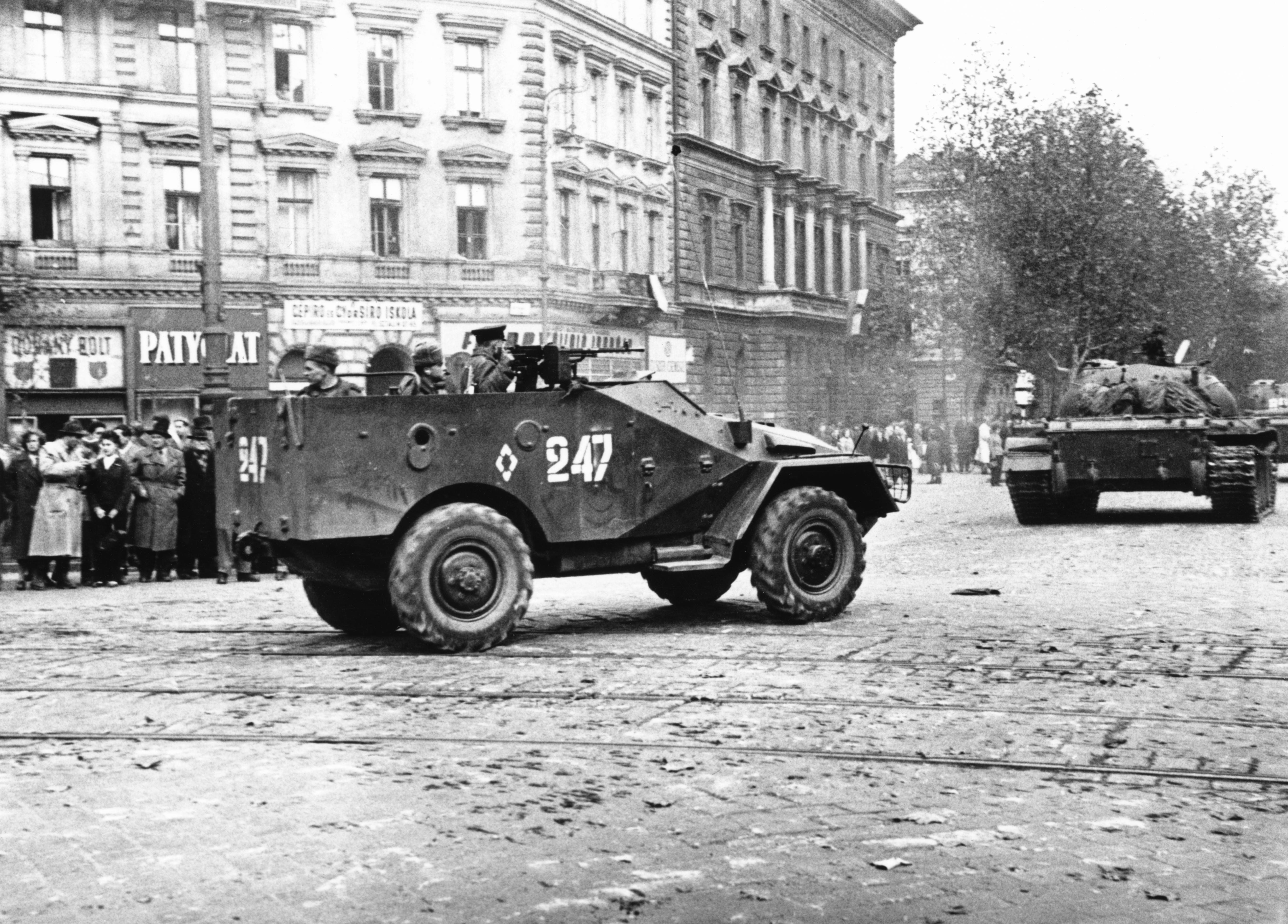
Sowjetische Truppen in Budapest während des Aufstands 1956

Nach dem Krieg wurden 1946 die Republik und 1949 die Volksrepublik Ungarn ausgerufen. Eine kurze Episode bildete 1945–1951 das Jugendprojekt Gaudiopolis.
1956 war Budapest der Ausgangspunkt des gegen die Sowjetunion gerichteten Volksaufstandes. Nach dessen blutiger Niederschlagung kam es zu Säuberungswellen im ganzen Land.

### Wendezeit seit 1989
Am 23. Oktober 1989 wurde in Budapest die Republik Ungarn ausgerufen. Dies war neben anderem wegbereitend für den Zerfall der Sowjetunion sowie des ganzen Ostblocks. Im Jahre 2000 fanden ungarnweit Feierlichkeiten zum tausendjährigen Jubiläum der Staatsgründung statt. Aus diesem Anlass wurde auch die Hauptstadt verschönert. Die Parkanlage und das Kulturzentrum Millenáris-Park sowie der Millenniumsstadtteil mit dem Nationaltheater wurden errichtet. Die Budaer Donauseite mit dem Campus der Technischen Universität wurde modernisiert. Der EU-Beitritt Ungarns am 1. Mai 2004 wurde mit vielen Festen im ganzen Land, besonders in der Hauptstadt Budapest, gefeiert.

## Bevölkerung

### Einwohnerentwicklung

Einwohnerentwicklung von Budapest

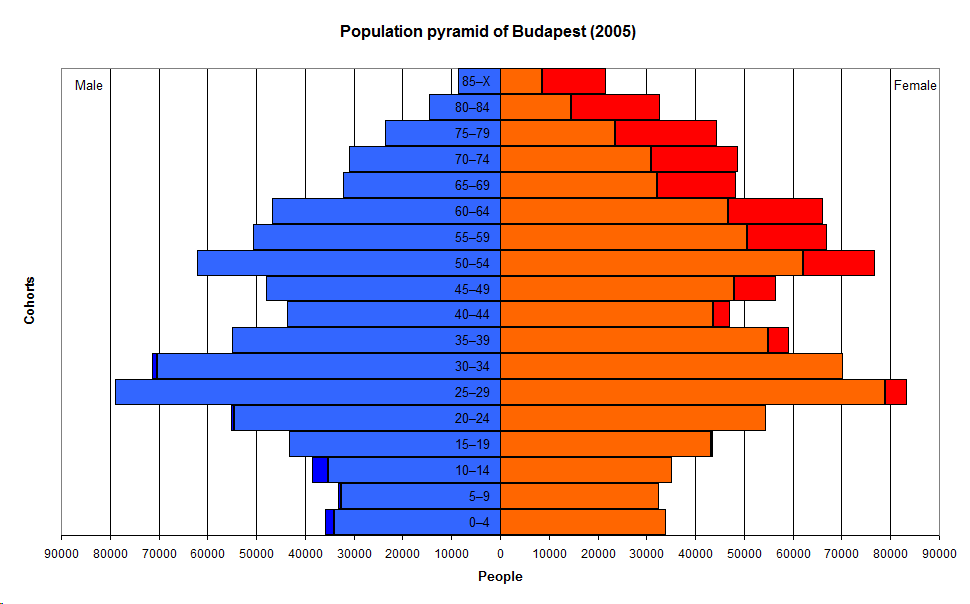
Bevölkerungspyramide (2005)

Nachfolgend sind die Einwohnerzahlen nach dem jeweiligen Gebietsstand aufgeführt. Bis 1860 handelt es sich meist um Schätzungen, bis 2001 um Volkszählungsergebnisse und 2006 um eine Schätzung des Ungarischen Zentralamts für Statistik. Die Zahlen vor 1873 beziehen sich auf die drei Städte Buda, Pest und Óbuda. Deren endgültiger Zusammenschluss erfolgte am 17. November 1873, nachdem die erste Zusammenlegung am 24. Juni 1849 kurze Zeit später wieder rückgängig gemacht worden war.
Der starke Anstieg der Bevölkerung zwischen 1949 und 1960 ist auf die Eingemeindung von sieben Städten und 16 Gemeinden in der Umgebung zurückzuführen. So stieg die Einwohnerzahl am 1. Januar 1950 um 582.000 Personen auf 1,64 Millionen, die Fläche von 206 Quadratkilometer auf 525 Quadratkilometer, die Zahl der Stadtbezirke von 14 auf 22.
| Jahr | Einwohner |
| ---- | --------- |
| 1720 | 12.200    |
| 1787 | 47.290    |
| 1799 | 54.176    |
| 1813 | 70.219    |
| 1848 | 110.516   |
| 1851 | 178.016   |
| 1869 | 280.349   |
| 1873 | 296.867   |
| 1876 | 309.208   |
| 1880 | 370.767   |
| 1886 | 422.557   |
| 1890 | 506.384   |
| 1896 | 617.856   |

| Jahr | Einwohner |
| ---- | --------- |
| 1900 | 733.358   |
| 1906 | 791.748   |
| 1910 | 880.371   |
| 1920 | 928.996   |
| 1925 | 960.995   |
| 1930 | 1.006.184 |
| 1935 | 1.060.431 |
| 1939 | 1.115.582 |
| 1941 | 1.164.963 |
| 1944 | 1.235.920 |
| 1945 | 832.800   |
| 1946 | 1.053.787 |
| 1947 | 1.073.681 |

| Jahr | Einwohner |
| ---- | --------- |
| 1949 | 1.590.316 |
| 1956 | 1.848.000 |
| 1957 | 1.772.000 |
| 1958 | 1.764.371 |
| 1960 | 1.804.606 |
| 1965 | 1.914.995 |
| 1970 | 2.001.083 |
| 1975 | 2.026.543 |
| 1980 | 2.059.347 |
| 1985 | 2.032.552 |
| 1990 | 2.016.774 |
| 1995 | 1.921.600 |
| 2000 | 1.791.098 |

| Jahr | Einwohner |
| ---- | --------- |
| 2001 | 1.759.209 |
| 2002 | 1.739.569 |
| 2003 | 1.719.342 |
| 2004 | 1.705.309 |
| 2005 | 1.697.343 |
| 2006 | 1.698.106 |
| 2007 | 1.696.128 |
| 2008 | 1.702.297 |
| 2009 | 1.712.210 |
| 2010 | 1.721.556 |
| 2011 | 1.733.685 |
| 2012 | 1.727.495 |
| 2013 | 1.735.711 |

| Jahr | Einwohner |
| ---- | --------- |
| 2014 | 1.744.665 |
| 2015 | 1.757.618 |
| 2016 | 1.759.407 |
| 2017 | 1.752.704 |
| 2018 | 1.749.734 |
| 2019 | 1.752.286 |
| 2020 | 1.750.216 |
| 2021 | 1.723.836 |
| 2022 | 1.706.851 |
| 2023 | 1.671.004 |
| 2024 | 1.686.222 |

- Quelle seit 2020:[8]
- Quelle für 2012–2019:[9]
- Quelle für 2011:[10]
- Quelle für 2001–2009:[11]
- Quelle für 1949–2000:[12]
- Quelle für 1720–1947:[13]

### Entwicklung der ethnischen Zusammensetzung
Im 15. Jahrhundert war die Bevölkerung von Pest mehrheitlich ungarisch. Nach dem Ende der osmanischen Herrschaft über Ungarn wurde besonders Buda von Deutschen dominiert.
Pest
- 1715: rund 2.500 Einwohner, davon 55,6 % Deutsche, 19,4 % Magyaren (Ungarn), 2,2 % Slowaken, 22,8 % andere
- 1737: Einwohnerzahl n. v., davon 57,8 % Deutsche, 22,5 % Ungarn, 5,6 % Slowaken, 14,1 % andere
- 1750: 62.471 Einwohner, davon 55,2 % Deutsche, 22,2 % Ungarn, 6,5 % Slowaken, 16,1 % andere

Buda + Pest + Óbuda, also Budapest
- 1851: 178.062 Einwohner, davon 56,4 % Deutsche, 36,6 % Magyaren, 5 % Slowaken, 2 % andere
- 1881: 370.767 Einwohner, davon 55,1 % Magyaren, 33,3 % Deutsche, 6 % Slowaken, 2,8 % andere
- 1891: 506.384 Einwohner, davon 326.533 (67,1 %) Magyaren, 115.573 (23,7 %) Deutsche, 27.126 (5,6 %) Slowaken, 5,6 % andere
- 2001: 1.777.921 Einwohner, davon 1.631.043 (91,2 %) Magyaren, 18.097 (1 %) Deutsche, 14.019 (0,8 %) Roma, 4.929 (0,3 %) Slowaken..., 93.071 (5,2 %) keine Angabe[11][15]
- 2011: 1.725.578 Einwohner, davon 1.427.053 (82,7 %) Magyaren, 29.334 (1,7 %) Deutsche, 20.706 (1,2 %) Roma, 8.627 (0,5 %) Rumänen..., 58.669 (3,4 %) keine Angabe[16]

## Religionen

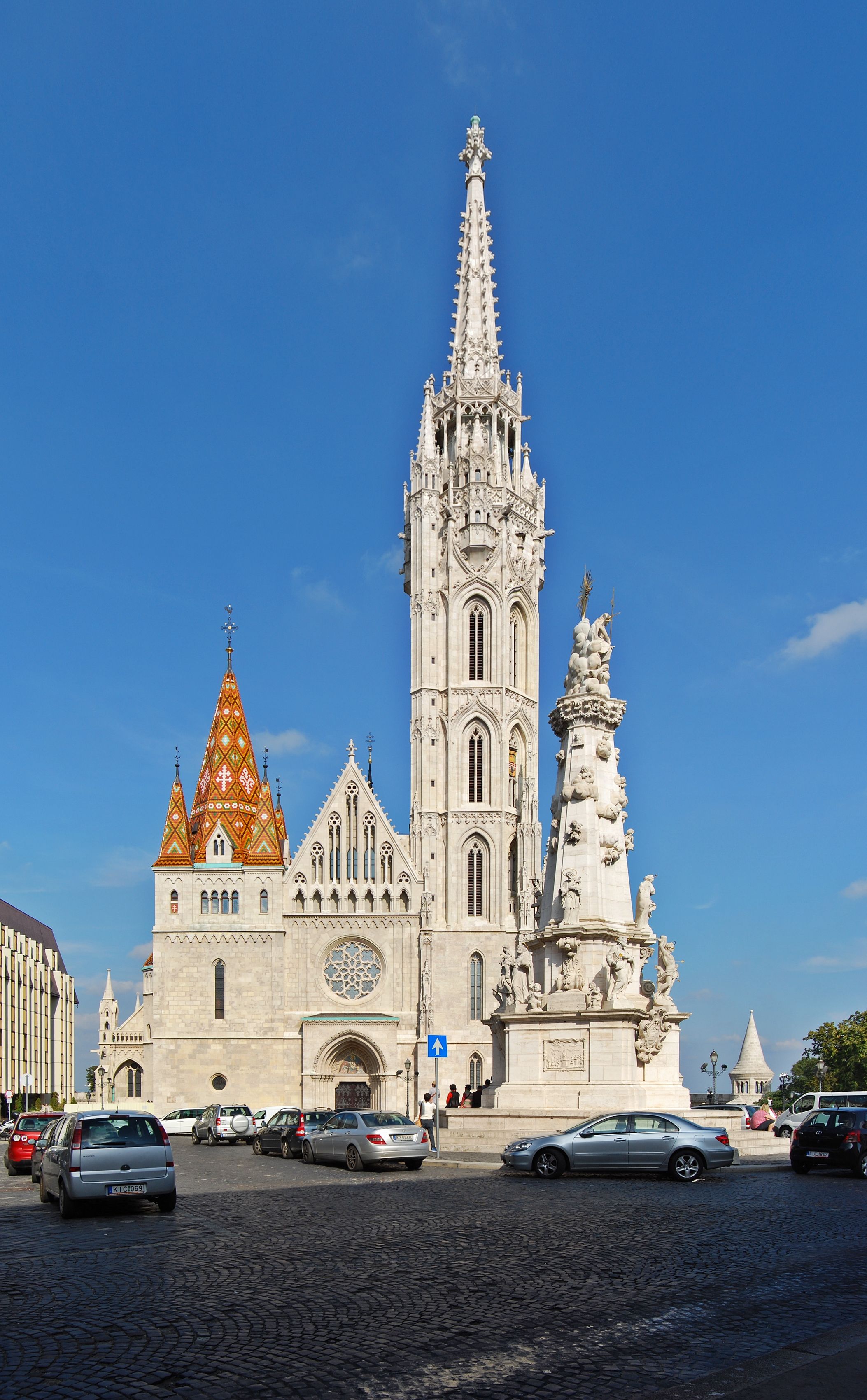
Matthiaskirche

Die folgende Übersicht zeigt den prozentualen Anteil der Gläubigen verschiedener Konfessionen an der Gesamtbevölkerung 1870 bis 1949. und 2011.
| Religion alle Angaben in Prozent | 1870 | 1880 | 1890 | 1900 | 1910 | 1920 | 1930 | 1941 | 1949 | ... | 2011 |
| -------------------------------- | ---- | ---- | ---- | ---- | ---- | ---- | ---- | ---- | ---- | --- | ---- |
| römisch-katholische              | 72,3 | 67,4 | 64,7 | 60,7 | 59,8 | 59,1 | 60,7 | 63,7 | 71,3 | …   | 29,0 |
| reformierte                      | 04,8 | 06,1 | 07,4 | 08,9 | 09,9 | 10,9 | 12,1 | 13,6 | 15,5 | …   | 8,5  |
| lutherisch                       | 05,3 | 05,5 | 05,6 | 05,3 | 05   | 04,8 | 05   | 05,3 | 05,4 | …   | 1,8  |
| jüdisch                          | 16,6 | 19,7 | 21   | 23,6 | 23,1 | 23,2 | 20,3 | 15,8 | 06,4 | …   | 0,5  |
| andere                           | 01   | 01,3 | 01,3 | 01,5 | 02,2 | 02   | 01,9 | 01,6 | 01,4 | …   | 2,6  |

Budapest ist die einzige europäische Hauptstadt, in der mehr Juden als Muslime leben.

## Politik
Als Hauptstadt eines Einheitsstaats ist Budapest Regierungssitz und politisches Zentrum Ungarns. Hier befinden sich der Amtssitz des Präsidenten der Republik und des Ministerpräsidenten. Das ungarische Parlament, die Ministerien, das Oberste Gericht (Kúria), das Verfassungsgericht und die ungarische Nationalbank haben hier ihren Sitz sowie internationale Organisationen, wie die CEPOL (ehemals Europäische Polizeiakademie) und die Donaukommission.

### Politisches System
Politisch nimmt Budapest als Hauptstadt einen besonderen Status in Ungarn ein, das daneben in 19 Komitate eingeteilt ist. Sein politisches System unterscheidet sich von dem eines Komitats oder einer Stadt mit Komitatsrecht. An der Spitze der Stadtverwaltung steht der Oberbürgermeister (főpolgármester). Er wird zusammen mit den Bürgermeistern der 23 Stadtbezirke durch eine einfache Mehrheit auf eine Amtszeit von fünf Jahren direkt gewählt. Der Stadtrat (fővárosi közgyűlés) setzt sich aus dem Oberbürgermeister, den Bürgermeistern der Bezirke und neun durch Listenwahl gewählten Vertretern zusammen.
Seit 2019 ist Gergely Karácsony Oberbürgermeister von Budapest.

### Wappen und Flagge
Das Wappen von Budapest entstand 1873 mit der Zusammenlegung der Stadt aus den Wappen von Buda und Pest. Es zeigt in einem roten Schild geteilt durch einen silbernen Wellenbalken, der die Donau darstellt, im oberen Feld eine goldene Burg mit einem Turm und einem offenen Tor, das den Stadtteil Pest repräsentiert. Im unteren Feld steht eine goldene Burg mit drei Türmen und zwei offenen Toren, welche für den Stadtteil Buda steht. Schildhalter ist heraldisch rechts ein goldener Löwe, links ein goldener Greif. Auf dem Schild ruht die Stephanskrone.
Als Flagge von Budapest wurde 1873 die rot, gelb, blaue Flagge von Pest gewählt. Im August 2011 beschloss die Stadtversammlung auf Veranlassung von Oberbürgermeister István Tarlós die Einführung einer neuen Stadtflagge. Die Farben der bisherigen waren zufällig, wenn auch in anderer Anordnung, ebenfalls die Farben von Rumänien, was angesichts des nicht eben einfachen Verhältnisses zum Nachbarland als anstößig empfunden wurde. Die neue Flagge zeigt auf einem weißen Grund das Wappen von Budapest. Im oberen und unteren Ende sind jeweils Dreiecke in den Farben rot und grün angeordnet.

Großes Wappen
Kleines Wappen
Flagge

### Städtepartnerschaften
Budapest unterhält mit folgenden Städten Partnerschaften:
| Stadt             | Land                    | seit |
| ----------------- | ----------------------- | ---- |
| Ankara            | Türkei                  | 2015 |
| Berlin            | Deutschland             | 1992 |
| Florenz           | Italien                 | 2008 |
| Fort Worth        | Vereinigte Staaten      | 1990 |
| Frankfurt am Main | Deutschland             | 1990 |
| Lissabon          | Portugal                | 1992 |
| New York City     | Vereinigte Staaten      | 1991 |
| Peking            | Volksrepublik China     | 2012 |
| Sarajevo          | Bosnien und Herzegowina | 1995 |
| Shanghai          | Volksrepublik China     | 2013 |
| Odorheiu Secuiesc | Rumänien                | 2016 |
| Teheran           | Iran                    | 2015 |
| Tel Aviv-Jaffa    | Israel                  | 1989 |
| Wien              | Österreich              | 1990 |
| Zagreb            | Kroatien                | 1994 |

## Verwaltung

### Stadtteile
Die Stadt besteht aus drei ehemals selbstständigen Städten, die erst 1873 zur Gemeinde Budapest vereint wurden. Auf der östlichen, flachen Seite der Donau liegt Pest, das zwei Drittel der Stadtfläche einnimmt, auf der westlichen, bergigen Seite Buda (deutsch Ofen) und Óbuda (deutsch Alt-Ofen) das restliche Drittel der Stadt.

### Bezirke

Karte der Bezirke in Budapest

Budapest ist verwaltungsrechtlich in 23 Bezirke eingeteilt. Am 1. Januar 1950 wurde die Stadt in 22 Bezirke geteilt, der XXIII. wurde später aus dem XX. ausgegliedert. Ausgehend vom ersten Bezirk um das Burgviertel (Várnegyed) werden die Bezirke im Uhrzeigersinn mit römischen Zahlen durchnummeriert, wobei mehrmals die Donau übersprungen wird. Bezirke in grün liegen in Pest, Bezirke in rot in Buda, der in gelb auf der Insel Csepel. Die Margareteninsel gehörte bis 2013 zum XIII. Bezirk, wird aber seither direkt von der Stadt verwaltet.
| Bezirk        | Name                                   | Einwohner (2024) | Fläche in km² | Lage   |
| ------------- | -------------------------------------- | ---------------- | ------------- | ------ |
| I. Bezirk     | Budavár                                | 24.203           | 3,41          | Buda   |
| II. Bezirk    | –                                      | 85.803           | 36,34         | Buda   |
| III. Bezirk   | Óbuda-Békásmegyer                      | 125.147          | 39,7          | Buda   |
| IV. Bezirk    | Újpest                                 | 94.824           | 18,82         | Pest   |
| V. Bezirk     | Belváros-Lipótváros                    | 23.701           | 2,59          | Pest   |
| VI. Bezirk    | Terézváros                             | 35.047           | 2,38          | Pest   |
| VII. Bezirk   | Erzsébetváros                          | 49.388           | 2,09          | Pest   |
| VIII. Bezirk  | Józsefváros                            | 70.309           | 6,85          | Pest   |
| IX. Bezirk    | Ferencváros                            | 59.722           | 12,52         | Pest   |
| X. Bezirk     | Kőbánya                                | 74.365           | 32,49         | Pest   |
| XI. Bezirk    | Újbuda                                 | 149.126          | 33,47         | Buda   |
| XII. Bezirk   | Hegyvidék                              | 55.650           | 26,67         | Buda   |
| XIII. Bezirk  | –                                      | 120.573          | 13,44         | Pest   |
| XIV. Bezirk   | Zugló                                  | 118.759          | 18,13         | Pest   |
| XV. Bezirk    | Rákospalota-Pestújhely-Újpalota        | 75.236           | 26,94         | Pest   |
| XVI. Bezirk   | –                                      | 72.411           | 33,51         | Pest   |
| XVII. Bezirk  | Rákosmente                             | 84.428           | 54,81         | Pest   |
| XVIII. Bezirk | Pestszentlőrinc-Pestszentimre          | 99.247           | 38,6          | Pest   |
| XIX. Bezirk   | Kispest                                | 57.895           | 9,38          | Pest   |
| XX. Bezirk    | Pesterzsébet                           | 61.508           | 12,18         | Pest   |
| XXI. Bezirk   | Csepel                                 | 70.084           | 25,75         | Csepel |
| XXII. Bezirk  | Budafok-Tétény                         | 56.499           | 34,25         | Buda   |
| XXIII. Bezirk | Soroksár                               | 22.297           | 40,77         | Pest   |
|               | Budapest főváros (Hauptstadt Budapest) | 1.686.222        | 525,09        |        |

## Sehenswürdigkeiten und Kultur

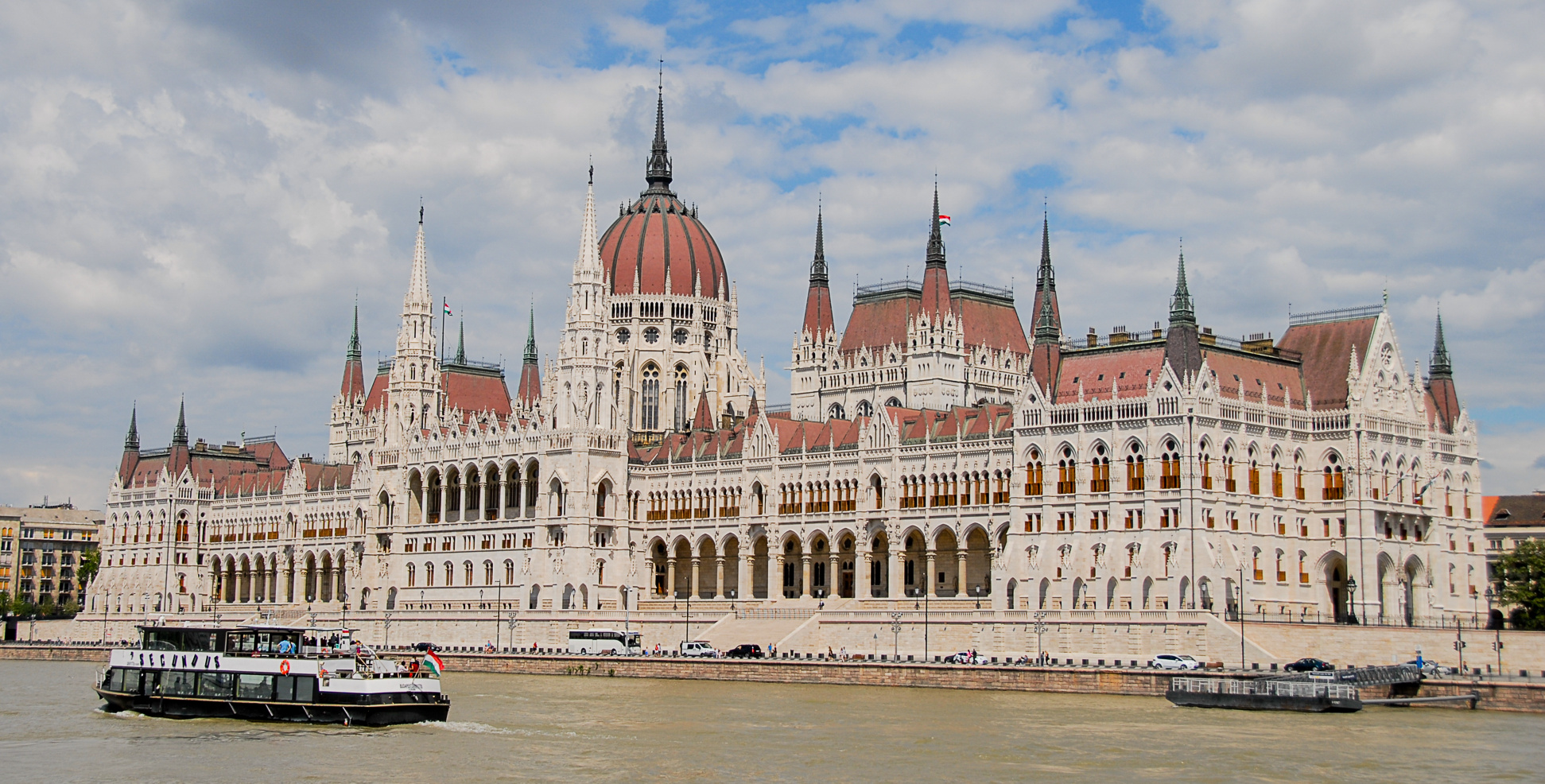
Parlamentsgebäude

### Bauwerke, Straßen und Statuen

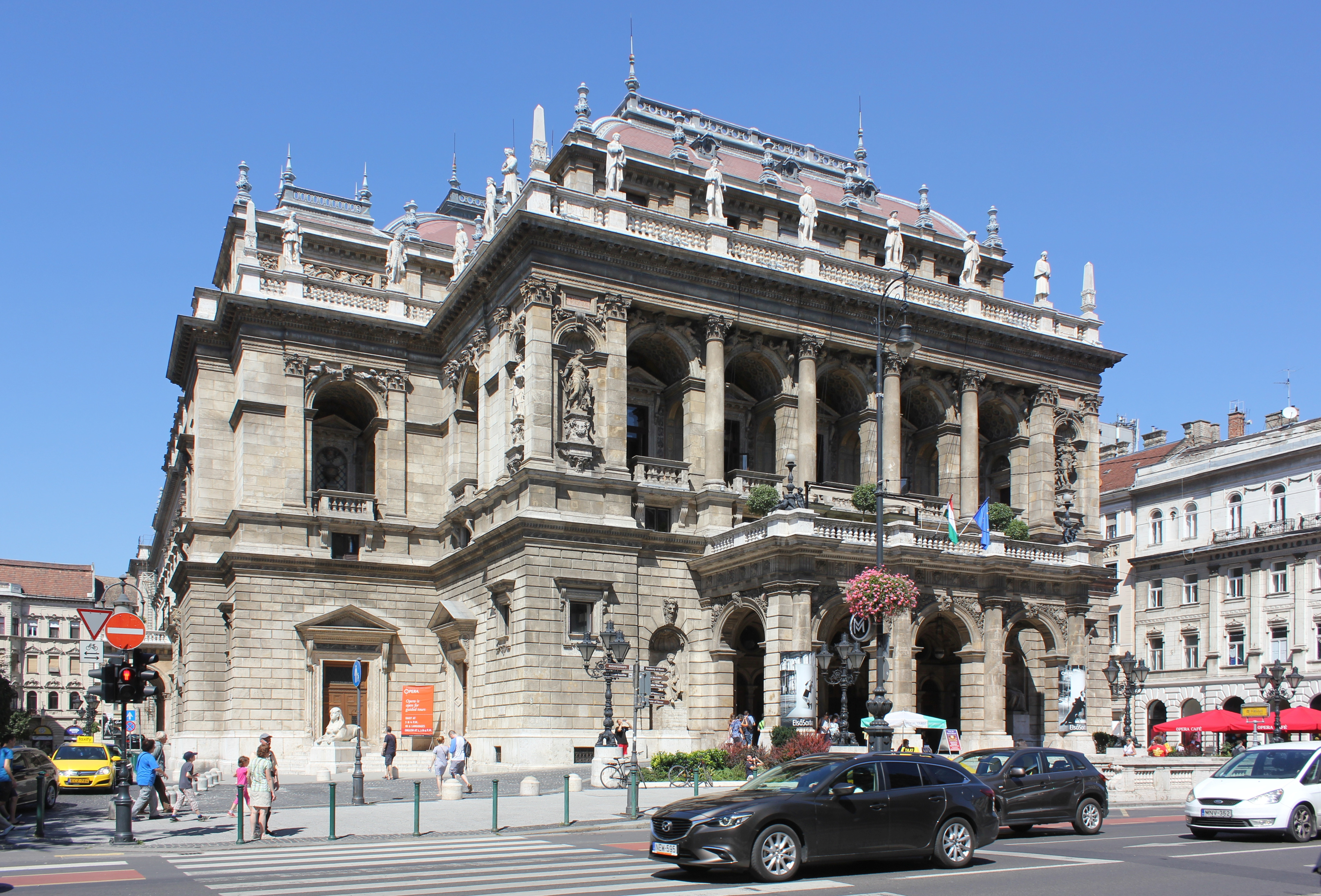
Staatsoper

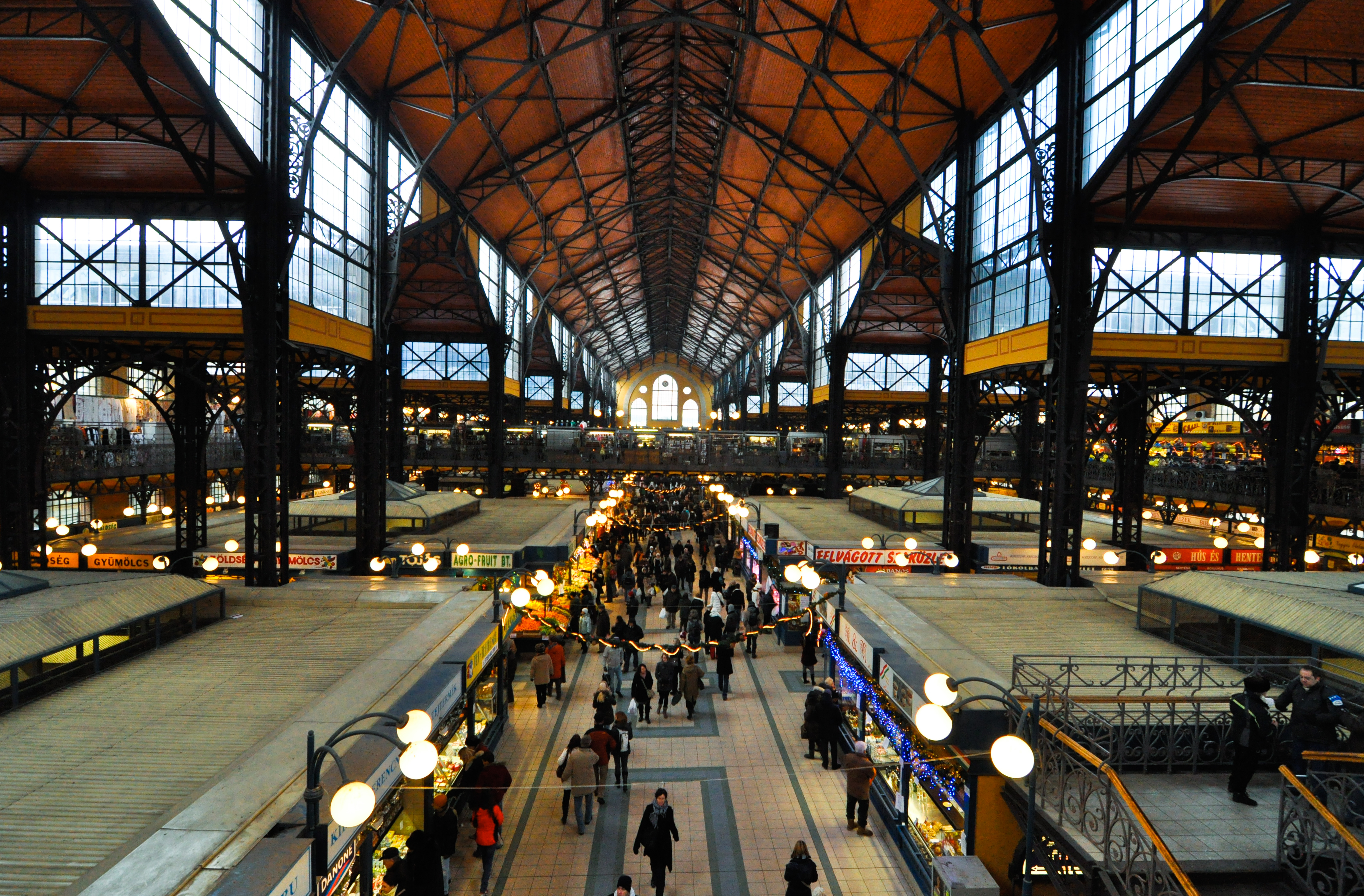
Große Markthalle

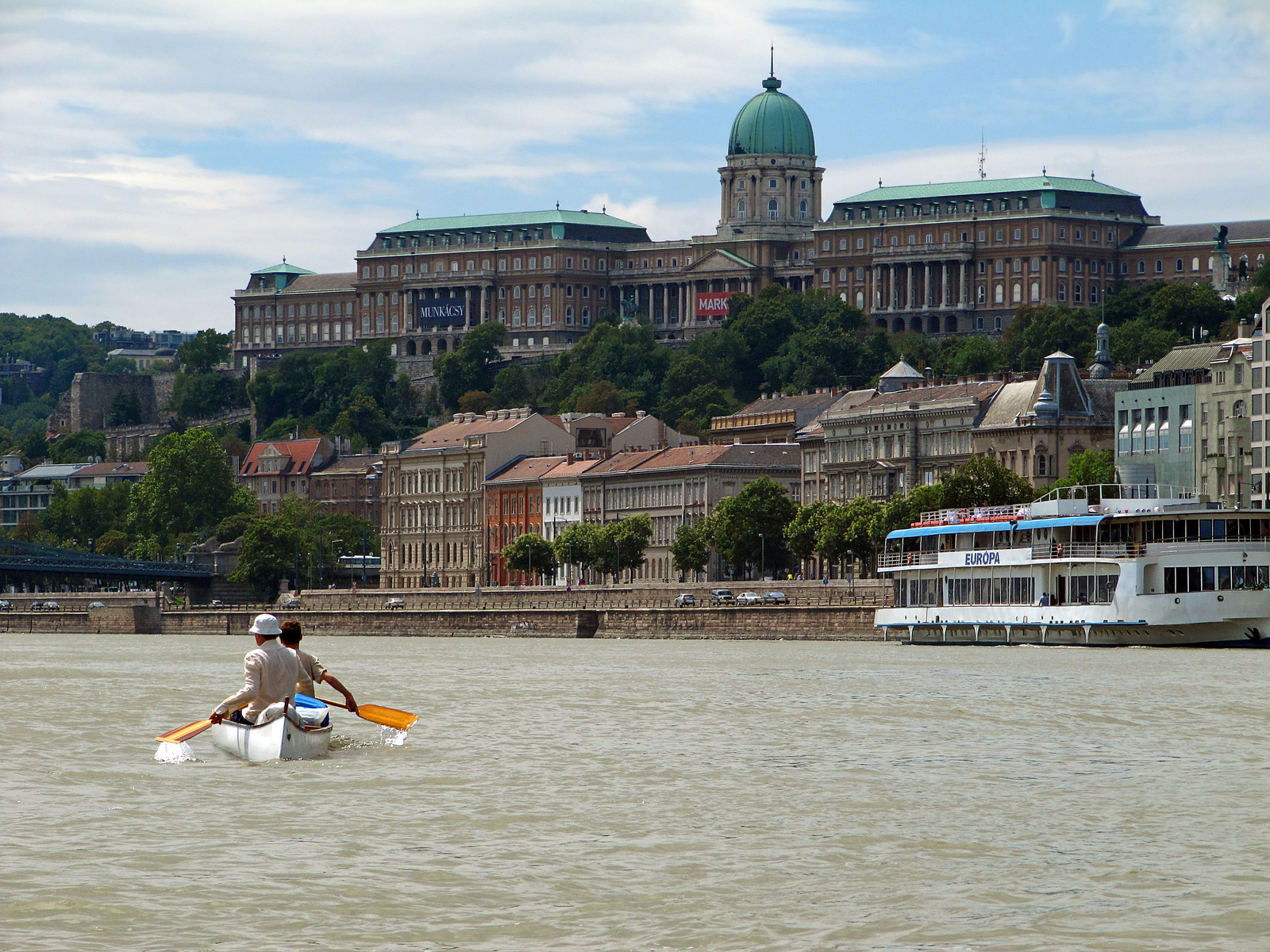
Burgpalast

Viele nennenswerte Bauwerke der Stadt stehen am Ufer der Donau. Auf der westlichen, Budaer Seite erhebt sich der felsige Gellértberg mit der Freiheitsstatue und der Zitadelle. Am Fuß des Berges befindet sich das Hotel Gellért mit seinem berühmten Thermalbad sowie weiter flussabwärts der Hauptbau der Technischen und Wirtschaftswissenschaftlichen Universität. Nördlich des Gellértberges liegt der Burgberg mit dem ehemaligen königlichen Schloss, dem Burgpalast. Der Palast beherbergt die Nationalbibliothek, die Nationalgalerie sowie das Historische Museum. Neben der Burg hat im klassizistischen Palais Sándor der ungarische Staatspräsident seinen Sitz. Am Fuße des Burgbergs liegt der Burggarten-Basar als Abschluss der Burganlage zur Donau hin.
Im nördlichen Teil des Burgbergs erhebt sich die Matthiaskirche und, ihr zur Donau hin vorgelagert, die Fischerbastei. Das Budaer Burgviertel und das Donauufer stehen seit 1987 auf der Liste des UNESCO-Weltkulturerbes. Unter dem Burgviertel verläuft ein teils öffentlich zugängliches Labyrinthsystem.
Am östlichen Donauufer, auf der flachen Pester Seite, erheben sich das Parlamentsgebäude, die Akademie der Wissenschaften, eine Reihe großer Hotels am sogenannten Donaukorso, das Konzerthaus Pesti Vigadó, die Corvinus-Wirtschaftsuniversität Budapest und weiter südlich das Nationaltheater sowie der Kunstpalast.
Die Donau ist die eigentliche Hauptattraktion Budapests und wird im Stadtgebiet von neun stadtbildprägenden Brücken überspannt. Die bedeutendste, weil älteste und zugleich Wahrzeichen der Stadt, ist die Kettenbrücke.
Von hier aus führt auf Pester Seite der kleine Ring (Kiskörút) zur Freiheitsbrücke, vorbei an der Großen Synagoge, dem Nationalmuseum und der Großen Markthalle. Die in der Dohány utca gelegene Synagoge markiert den Zugang zum historischen jüdischen Viertel Budapests, gelegen zwischen Kleinem und Großem Ring (Nagykörút). Der Kleine Ring folgt in etwa dem Verlauf der früheren Pester Stadtmauer, deren letzte Stadttore Ende des 18. Jahrhunderts abgebrochen wurden. Reste der Stadtmauer stehen allerdings noch. Zwischen dem Kleinen Ring und der Donau liegt die eigentliche Innenstadt Budapests. Parallel zum Fluss verläuft mit der Váci utca die älteste Handelsstraße und heute bekannteste Flaniermeile der Stadt. Sie verbindet die Große Markthalle mit dem Vörösmarty tér. Nördlich der Innenstadt, aber noch im zentralen V. Bezirk gelegen, erhebt sich der höchste Kirchenbau Budapests, die St.-Stephans-Basilika.
Der Große Ring wurde zwischen 1872 und 1906 errichtet. Er führt von der Petőfibrücke zur Margaretenbrücke und ist eines der bedeutendsten Architekturensembles seiner Zeit in Europa. Der hier gelegene Westbahnhof (Nyugati pályaudvar) ist gemeinsam mit dem Ostbahnhof (Keleti pályaudvar) Zeugnis prächtiger Bahnhofsarchitektur.
Am Großen Ring, dessen Abschnitte die Namen des Heiligen Stefan sowie der angrenzenden Bezirke Teréz-, Erzsébet-, József- und Ferencváros tragen, stehen mehrere Theaterbauten (bis zu seiner Sprengung 1965 stand hier, am Blaha-Lujza-Platz, auch das Nationaltheater) und viele Filmtheater, von denen einige Ende der 1990er Jahre schließen mussten, da am Westbahnhof und anderen Stellen der Stadt die Multiplexkinos mehr Zuschauer anlocken konnten. Der Ring wird beim achteckigen Oktogon-Platz von der Andrássy út gekreuzt, die den Stadtkern mit dem Stadtwäldchen verbindet.
Die Andrássy út ist eines der herausragendsten städtebaulichen Vorhaben der ungarischen Hauptstadt. In nur 14 Jahren, von 1871 bis 1885, wurde eine 2,3 Kilometer lange Allee errichtet, die von üppig ausgestatteten, sechsgeschossigen Miethäusern im Historismus, der Ungarischen Staatsoper, dem Haus des Terrors und mehreren Plätzen gesäumt wird. Sie führt auf den Heldenplatz zu, der seinerseits von der Kunsthalle und dem Museum der Schönen Künste eingefasst wird. Auf diesem Platz steht das Millenniumsdenkmal, das 1896 anlässlich des Jubiläums der ungarischen Landnahme errichtet wurde. Südlich des Heldenplatzes liegt der langgestreckte Platz der 56-er, auf dem das Mahnmal des Aufstandes von 1956 steht. Ein aus verschieden hohen Stahlstelen sich verengender Keil schiebt sich scheinbar vom Stadtwäldchen kommend unter den Belag des Platzes genau an der Stelle, wo 1956 ein Standbild Stalins gestürzt wurde und über Jahrzehnte die Aufmärsche zum 1. Mai stattfanden. 50 Jahre nach dem Aufstand von 1956 wurde das Mahnmal am 23. Oktober 2006 um 19:56 Uhr enthüllt.
Seit 2002 gehört auch die Andrássy út zum Weltkulturerbe. Unter ihr verkehrt die erste Budapester U-Bahnlinie, sie ist eine der ersten elektrischen U-Bahnen der Welt und nach der London Underground eine der ältesten weltweit.
Weiter östlich stadtauswärts, direkt hinter dem Heldenplatz, liegen im Stadtwäldchen die Burg Vajdahunyad, die zur Budapester Millenniumsausstellung 1896 errichtet wurde, der Zoo, der Zirkus, die Eiskunstlaufbahn sowie das Széchenyi-Heilbad. Zusammen mit dem Gellért-Bad zählt es zu den bekanntesten der Budapester Thermalbäder.
Die Gül-Baba-Türbe befindet sich auf dem Rosenhügel in Buda, Mecset út 14 (Lage). Die Türbe hat eine achteckige Form und wurde um 1545 errichtet. Gül Baba (* Ende des 15. Jahrhunderts in Merzifon, Provinz Amasya; † 1. September 1541) war ein türkischer Bektaschi-Derwisch und Dichter des 16. Jahrhunderts.
Außerhalb des Stadtzentrums, am westlichen Donauufer gelegen, sind im Aquincum Museum Reste der römischen Siedlung Aquincum zu sehen. Aus jüngerer Zeit gibt es hier den Memento Park mit Denkmälern und Statuen aus der Periode des Sozialistischen Realismus.
Am Ostufer befindet sich das Mahnmal Schuhe am Donauufer, das an die Pogrome an Juden im Zweiten Weltkrieg erinnert.

### Theater und Konzertgebäude

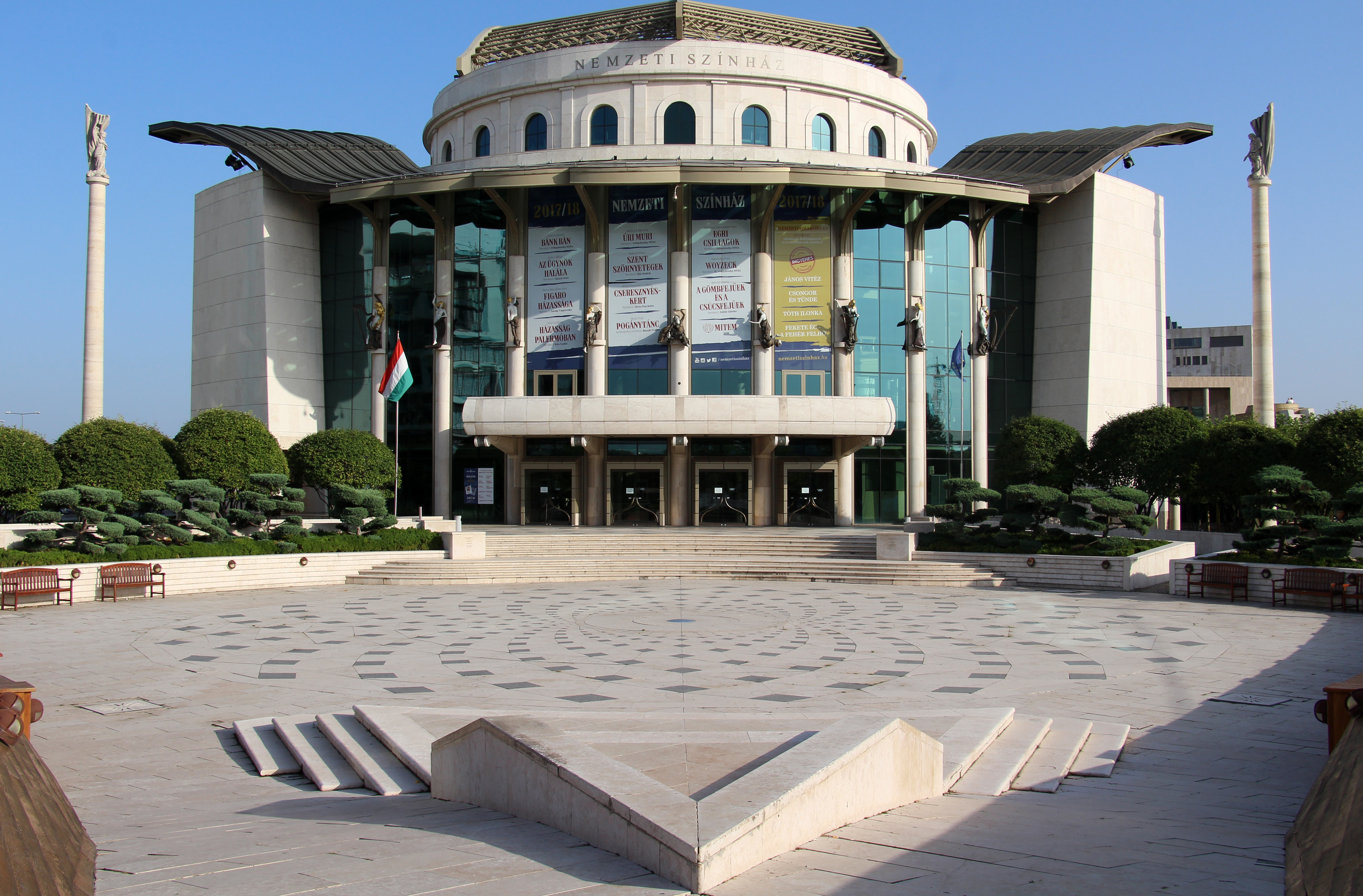
Ungarisches Nationaltheater

Das bedeutendste Theater ist das Ungarische Nationaltheater (Nemzeti Színház), kurz Nemzeti genannt, das sich seit 2002 im Bajor-Gizi-Park befindet. Die bekannte Bühne des Landes musste oft ihren Sitz wechseln. 1837 bis 1908 stand das erste, schlichte Gebäude in der damaligen Kerepesi út, heute Rákóczi út, gegenüber dem Hotel Astoria. Der ursprüngliche Name war Pesti Magyar Színház (Pester Ungarisches Theater). Seit 1840 heißt das Theater Nemzeti Színház.
Am Hevesi-Sándor-Tér befindet sich das Magyar Színház (Ungarisches Theater). Für ein junges Publikum sind die Vorstellungen des Katona József Theaters in der Petőfi Sándor-utca (hier arbeitet oft der ungarische Bühnenregisseur Tamás Ascher) und die des Új-Theaters (Neues Theater) gedacht. Eine alternative Bühne für ungewöhnliche Theaterprojekte ist das Krétakör Theater des ungarischen Regisseurs Árpád Schilling.
Musical- und Operettenfreunde besuchen gern das Operettszínház am ungarischen Broadway in der Nagymező utca. Eine traditionsreiche Bühne ist das Vígszínház (Lustspieltheater) am Körút auf der Pester Seite. Opernfreunde schätzen die eher traditionell inszenierten Vorstellungen der Ungarischen Staatsoper Magyar Állami Operaház, deren Haus in der Andrássy-út viele Ähnlichkeiten mit der Wiener Staatsoper aufweist.
Für Kinder sind die Vorstellungen des Puppentheaters Bábszínház, ebenfalls in der Andrássy-út, interessant. Das bekannteste Konzerthaus ist der Jugendstil-Festsaal der Musikakademie am Liszt-Ferenc-Platz. Den modernsten akustischen Forderungen entspricht die moderne Bartók-Béla-Konzerthalle, die sich in der Nähe des Nationaltheaters befindet. Auch in den Räumen des Kongresszentrums Budapest finden Konzerte statt.

### Museen
Die größte Kunstsammlung, das Museum der Bildenden Künste Budapests, befindet sich am Heldenplatz. Sie umfasst eine Antikensammlung, eine Galerie Alter Meister, eine ägyptische Sammlung, eine Sammlung aus dem 19.–20. Jahrhundert, eine Barockskulpturensammlung, eine Sammlung deutscher, österreichischer, niederländischer und flämischer Malerei. Außer den permanenten Ausstellungen werden regelmäßig temporäre Ausstellungen von internationaler Bedeutung durchgeführt, wie die Ausstellung zu Vincent van Goghs Werken Ende 2006, die einen gewaltigen Besucheransturm zu verzeichnen hatte.
Gegenüber dem Museum steht die Kunsthalle Budapest für moderne Kunstprojekte. Die ungarische Malerei wird in der Nationalgalerie im Burgpalast ausgestellt. Das Budapester Ludwig-Museum ist seit 2005 im Palast der Künste in der Nähe des neuen Nationaltheaters beheimatet.
An der Üllői út findet sich das Jugendstilgebäude des Ungarischen Museums für Kunstgewerbe und am Kossuth-Lajos-Platz das Ethnographische Museum. Seit 2004 befindet sich in der Páva-Synagoge und dem anschließenden Neubau von István Mányi das Holocaust-Dokumentationszentrum.
Neben mehr als 30 Museen verfügt das kulturelle Zentrum Ungarns über viele kleine Galerien, von denen die meisten in der Innenstadt oder im Burgviertel zu finden sind, sowie das Polizeimuseum.

### Kulturelle Ereignisse
Alljährlich finden in Budapest zwei große Kulturfestivals statt, in deren Rahmen vor allem Programme für die Liebhaber klassischer Musik angeboten werden: das Budapester Frühlingsfestival und das Budapester Herbstfestival. Für Filmfreunde gibt es im Februar die Ungarische Filmschau und im April das Internationale Filmfestival Titanic, außerdem ein internationales Theaterfestival. Im August findet das Inselfestival Sziget mit vielen Konzerten für vor allem jugendliche Besucher statt.
Ein neues Kulturzentrum auf der Budaer Seite ist der Millenáris-Park, der im Jahre 2000 anlässlich der Millenniumsfeierlichkeiten zur Staatsgründung auf einem alten Fabrikgelände errichtet wurde. Hier finden im Sommer Konzerte, Ausstellungen und andere kulturelle Ereignisse statt. Der Kinderspielplatz hat handgeschnitzte, einem Volksmärchen entnommene Figuren. Seit Oktober 2005 hat auch das ungarische Kindermuseum Palast der Wunder hier ein neues Zuhause.

### Sonstige Freizeitbeschäftigungen

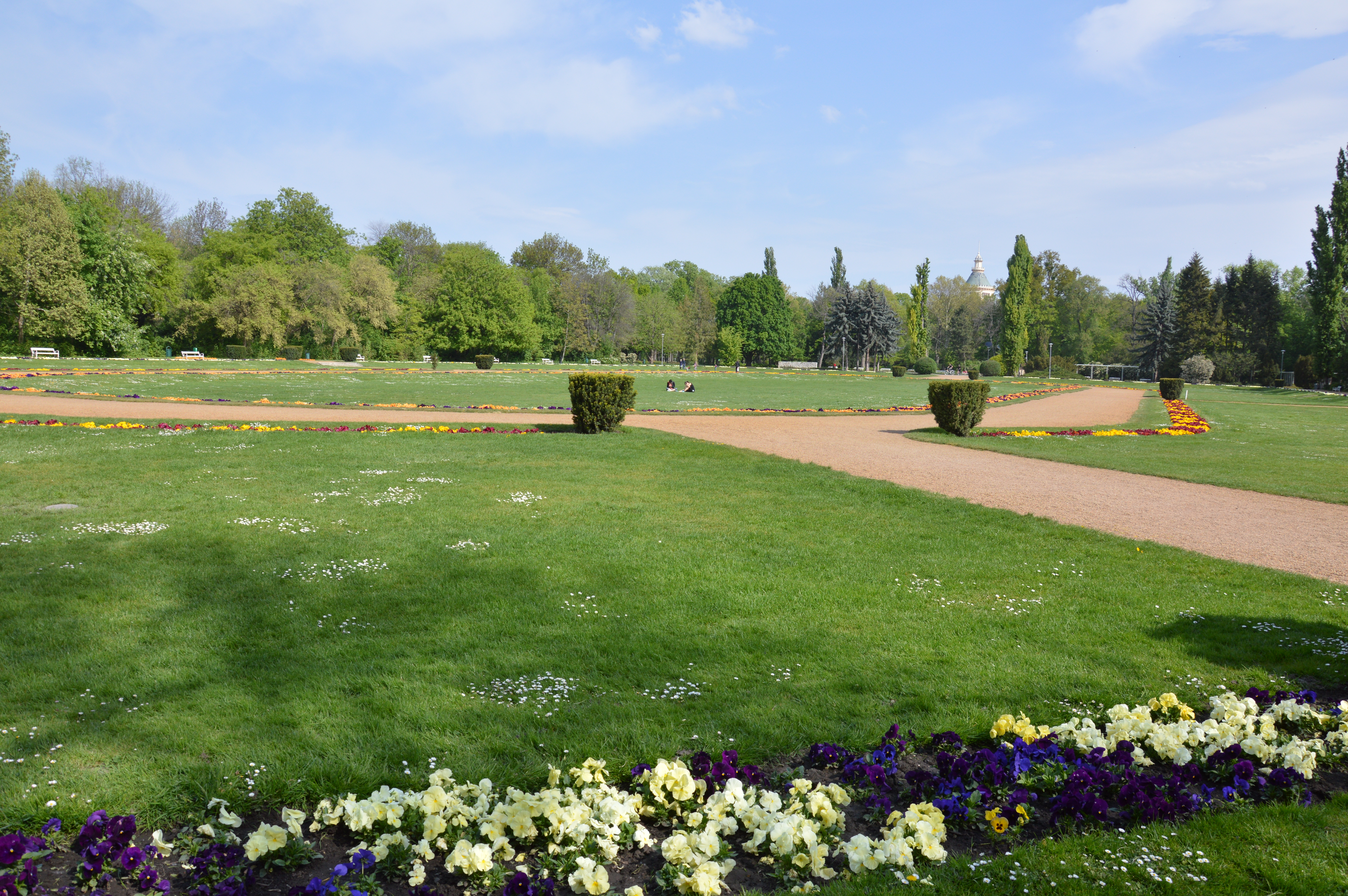
Park auf der Margareteninsel

Die bergige Umgebung Budapests bietet viele Ausflugsmöglichkeiten wie die malerische Kleinstadt Szentendre nördlich von Budapest und das Schloss in Gödöllő, der Lieblingsort von Königin und Kaiserin Sisi. Das Donauknie erstreckt sich bis Esztergom. Südlich der Stadt, auf der Csepel-Insel bei Halásztelek erhebt sich der Sendemast Lakihegy.
In den Budaer Bergen, deren höchste Erhebung mit 527 Metern der Jánosberg ist, verkehrt die Kindereisenbahn. An der Endhaltestelle der Kindereisenbahn endet der Internationale Bergwanderweg Eisenach-Budapest. In der mit Parks unterversorgten Stadt nimmt die Margareteninsel als Erholungsgebiet eine zentrale Rolle ein.

## Sport

### Fußball
In Budapest gibt es zahlreiche Fußballvereine. Der bekannteste Verein aus Budapest ist Ferencváros Budapest. Daneben spielen noch Újpest Budapest, Honvéd Budapest und Vasas Budapest in der höchsten ungarischen Liga (Nemzeti Bajnokság). Der national zweiterfolgreichste Verein MTK Budapest musste in der Saison 2010/11 absteigen, konnte jedoch den direkten Wiederaufstieg fixieren und ist derzeit wieder in der höchsten Spielklasse anzutreffen.

### Boxen
Budapest hat einen traditionell hohen Stellenwert im Boxsport. Von 1923 bis 2003 wurden die Ungarischen Meisterschaften fast ausschließlich in Budapest ausgetragen, seit 2003 vermehrt auch in anderen Städten. Zudem war die Stadt Austragungsort der 9. Weltmeisterschaften von 1997, der 11. Junioren-Weltmeisterschaften 2000 sowie der Europameisterschaften der Jahre 1930, 1934 und 1985. Sie ist neben Berlin die einzige Stadt Europas, die bereits dreimal Europameisterschaften veranstaltete. Der aus Budapest stammende László Papp gilt zudem als einer der international erfolgreichsten Amateurboxer aller Zeiten und war der erste Boxer, der bei drei aufeinanderfolgenden Olympischen Spielen Goldmedaillen gewann.
Im Profiboxen fand in Budapest am 11. September 2004 der Weltmeisterschaftskampf der WBO im Halbschwergewicht zwischen Zsolt Erdei und Alejandro Lakatos statt. Einen weiteren WBO-WM-Kampf in Budapest bestritt Erdei am 16. Juni 2007 gegen George Blades. Ein weiteres WM-Ereignis gab es am 22. August 2009, als Károly Balzsay seinen WBO-Titel gegen Robert Stieglitz verteidigte.

### Marathon
Seit 1984 finden jährlich der Budapest-Marathon und der Budapest-Halbmarathon statt, an denen jeweils mehrere Tausend Läufer teilnehmen.

### Eishockey
Die Eishockeyvereine Újpesti TE und Ferencvárosi TC nehmen seit 2008 und der Verein Budapest Jégkorong Akadémia HC seit 2015 an der Erste Liga teil.

## Wirtschaft und Infrastruktur

### Ansässige Unternehmen
Eine Vielzahl von Unternehmen hat in Budapest ihren Sitz, wie beispielsweise Staatsdruckerei OAG Ungarn, Magyar Telekom, Zwack, Orion Electronics, MOL und Ikarus.
Auch die Wertpapierbörse des Landes – die Budapester Börse – hat ihren Sitz in der Hauptstadt.

### Einzelhandel

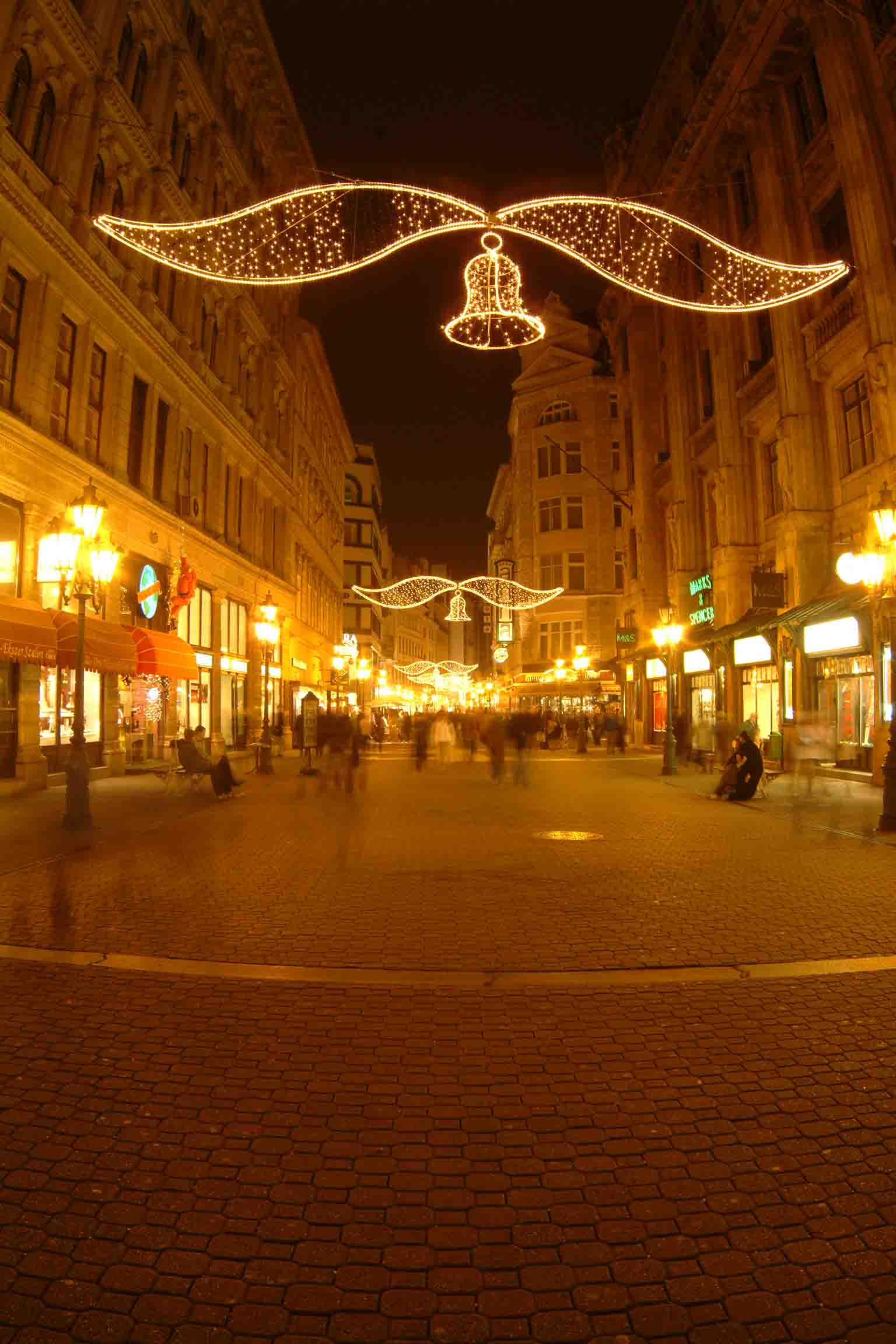
Die Váci utca (Waiznergasse), Budapests Haupteinkaufsstraße mit Weihnachtsbeleuchtung

Die wichtigsten Einkaufsstraßen von Budapest befinden sich im V. Bezirk (Innenstadt). Die bekannteste von ihnen ist die Váci utca, in der fast alle großen Modelabels der Welt vertreten sind. Am Vörösmarty-Platz wird jedes Jahr ein Weihnachtsmarkt veranstaltet, der dem am Wiener Rathausplatz ähnlich ist (hier fungieren die Fenster des Gerbeaud-Kaffeehauses als Adventskalender).
Seit das Warenhaus Luxus am Vörösmarty-Platz 2005 in Konkurs ging, gibt es kaum noch traditionelle Warenhäuser. Bekannt war auch die Warenhauskette Skála, die in den 1970er Jahren als verhältnismäßig gut sortiert bezeichnet werden konnte. An der Stelle des ersten Skála-Kaufhauses im XI. Bezirk wurde 2006 ein modernes Einkaufszentrum errichtet.
Inner- und außerhalb der Stadt werden große Einkaufszentren nach amerikanischem Muster (Plazas) errichtet, die den Konsumenten außer langen Öffnungszeiten eine Auswahl an Dienstleistungen aller Art und Gastronomie bieten. Weiterhin sind große Hypermärkte inner- und außerhalb der Stadt sehr beliebt. Südlich von Budapest (in Budaörs) gibt es seit einigen Jahren nach dem Vorbild der Shopping City Süd bei Vösendorf (Österreich) eine Art Shopping City. 2007 wurde die Arena Plaza gegenüber dem Bahnhof Budapest-Keleti fertiggestellt. Gegen die starke Amerikanisierung gibt es Bürgerbewegungen, die den Kauf ungarischer Produkte propagieren und die Verbreitung der übergroßen Einkaufszentren ablehnen.
In den Budapester Innenbezirken und in den Einkaufszentren ist an Wochen- und Samstagen bis maximal 21 Uhr und an Sonntagen bis 18 Uhr geöffnet. Es gibt auch eine Reihe von Supermärkten, die 24 Stunden täglich geöffnet und nur an den großen gesetzlichen Feiertagen geschlossen sind.

### Bäder
Die Geschichte der Budapester Bäder kann auf eine Vergangenheit von 2000 Jahren zurückblicken. Bereits die Römer nutzten die Quellen der Stadt. Aus dem Jahr 1178 gibt es Hinweise auf eine Siedlung Felhéviz auf dem Gebiet vom heutigen Óbuda – der Name bedeutet Heilquelle. Am Gellértberg wird die Elisabeth-Quelle erwähnt (die heilige Elisabeth war die Tochter von König Andreas). Die Herrschaft der Osmanen brachte unter anderem eine andere Badekultur in die Stadt, die Baudenkmäler dieser Zeit sind bis heute in Gebrauch. Im 18. Jahrhundert, nach einem Erlass von Maria Theresia begann man sich mit der Analyse der Heilquellen der Stadt auseinanderzusetzen. Im Jahr 1812 begann man auf Vorschlag von Pál Kitaibel damit, die Quellen zu systematisieren, er schrieb auch eine Hydrographie der Stadt. Im Jahr 1930 wurde Budapest als Stadt mit den meisten heilenden Quellen der Titel Badestadt verliehen.

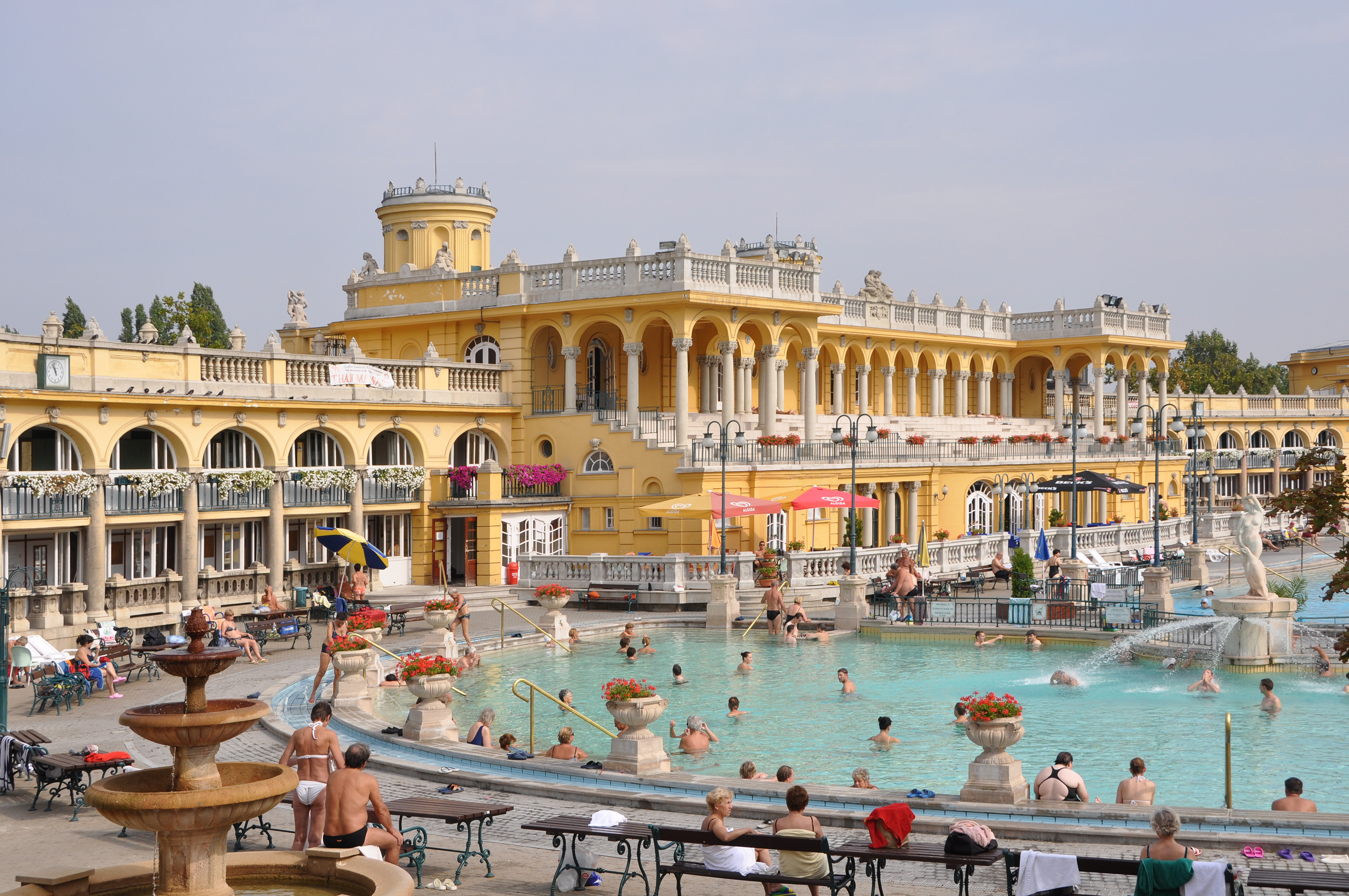
Széchenyi-Heilbad

Die wichtigsten Heil- und Freibäder sind: Csepeli (Freibad), Csillaghegyi (Freibad), Dagály (Heil- und Freibad), Dandár (Heilbad), Gellért (Heil-, Frei- und Erlebnisbad), Király (Heilbad, türkisches Bad), Lukács (Heilbad, Schwimmbad, türkisches Bad), Palatinus (Heil- und Freibad, Jugendstilbau auf der Margaretheninsel), Paskál (Freibad), Pesterzsébeti (Freibad), Pünkösdfürdői (Freibad), Római (Frei- und Erlebnisbad), Rudas (Heilbad, türkisches Bad), Széchenyi (Heilbad, Schwimmbad), Újpesti (Freibad), Veli Bej (Heilbad, türkisches Bad). Einige der Bäder haben eine Subkultur: Kundige Besucher spielen im Széchenyi-Bad im warmen Wasser stundenlang Schach, das Lukács-Bad ist traditionell ein Treffpunkt von Schauspielern und Künstlern. Das Palatinus, Pala genannt, ist ein traditionelles Bad für Jugendliche.
Es gibt auch viele Schwimmbäder in Budapest, am bekanntesten ist das Császár in Buda und das Sportschwimmbad auf der Margaretheninsel, das nach Olympiasieger Alfréd Hajós benannt ist.
2008 hat einer der größten überdachten Wasserthemenparks Europas eröffnet, das Ramada Resort.

### Gastronomie

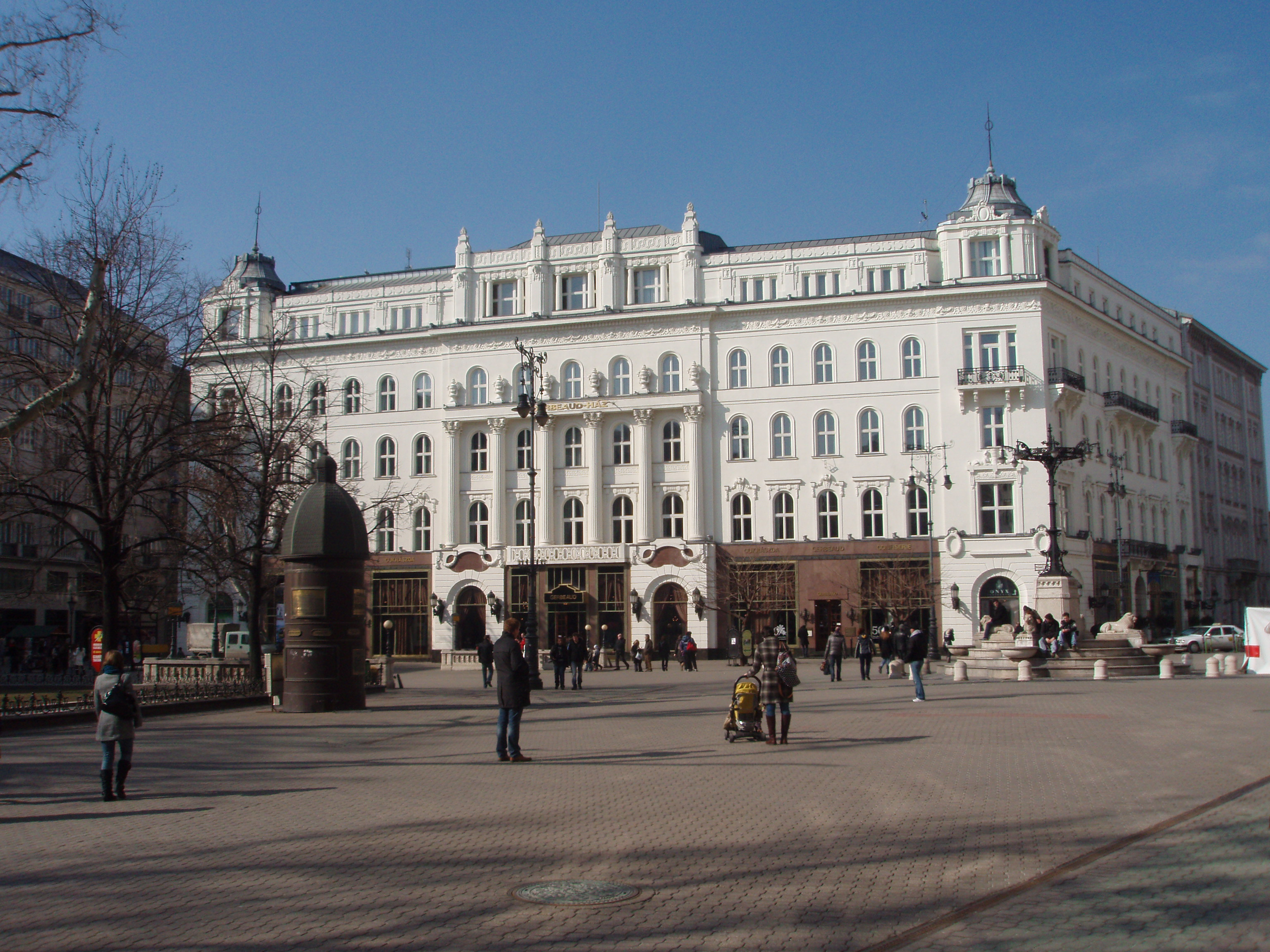
Außenansicht des Café Gerbeaud am Vörösmarty tér

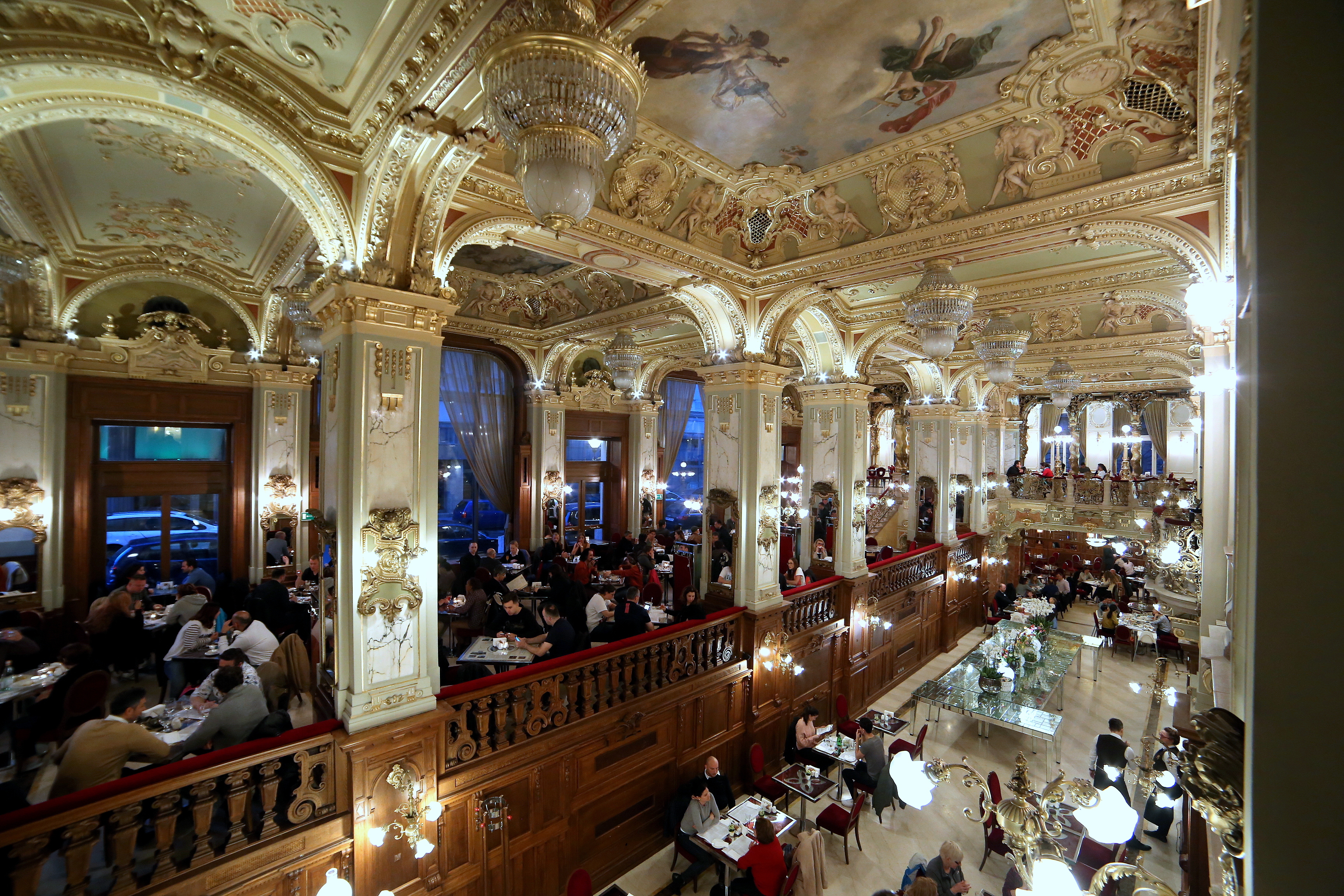
Café New York

Ähnlich wie in Wien blühte im 19. Jahrhundert und um die Jahrhundertwende in Budapest eine rege Kaffeehauskultur. Eines der literarischen Zentren war das mehr als einhundert Jahre alte kávéház Café New York, das im Sommer 2006 nach einer umfangreichen Renovierung wiedereröffnet wurde; in der Zeit des Kommunismus existierte es unter dem Namen Hungária Kávéház.
Ein Schauplatz der Revolution im Jahre 1848 war das Pilvax-Kaffeehaus, in dem sich die Anhänger von Sándor Petőfi versammelten. Die Kaffeehäuser dienten auch als Arbeitsplatz für Schriftsteller, Dichter, Journalisten – Ferenc Molnár war beispielsweise ein häufiger Besucher dieser Kaffeehäuser. Diese wurden in der Zeit des Kommunismus verstaatlicht und umfunktioniert, viele verschwanden oder wurden vernachlässigt. Zu diesen Zeiten waren die verrauchten kleinen Presszó-s (Espressos) die einzigen Lokale, in denen man einen Fekete, einen kleinen schwarzen, stark gekochten ungarischen Kaffee genießen konnte.
Das Café Centrál am Ferenciek tere wurde im Jahr 2000 wieder eröffnet und glänzt in alter Pracht. Im Café Museum am Múzeum körút ist heute (2019) ein Nobelrestaurant. Als vornehmstes und schönstes Kaffeehaus gilt das Café Gerbeaud am Vörösmarty tér. Die zwei ältesten Konditoreien in Buda sind die Konditorei Ruszwurm im Burgviertel und die Konditorei August neben dem Budaer Fény-utca-Markt. Erwähnenswert ist auch das Café New York, welches auch als das schönste der Welt bezeichnet wird.
Eine Besonderheit in Budapest ist die große Anzahl der sogenannten Ruinen-Kneipen. Eine der ersten war das Szimpla kert im ehemaligen Jüdischen Viertel, dem VII. Bezirk von Budapest.
Wintersalami aus Budapest hat den Status geschützte geografische Angabe (g.g.A.) erhalten.

### Verkehr

#### Donaubrücken

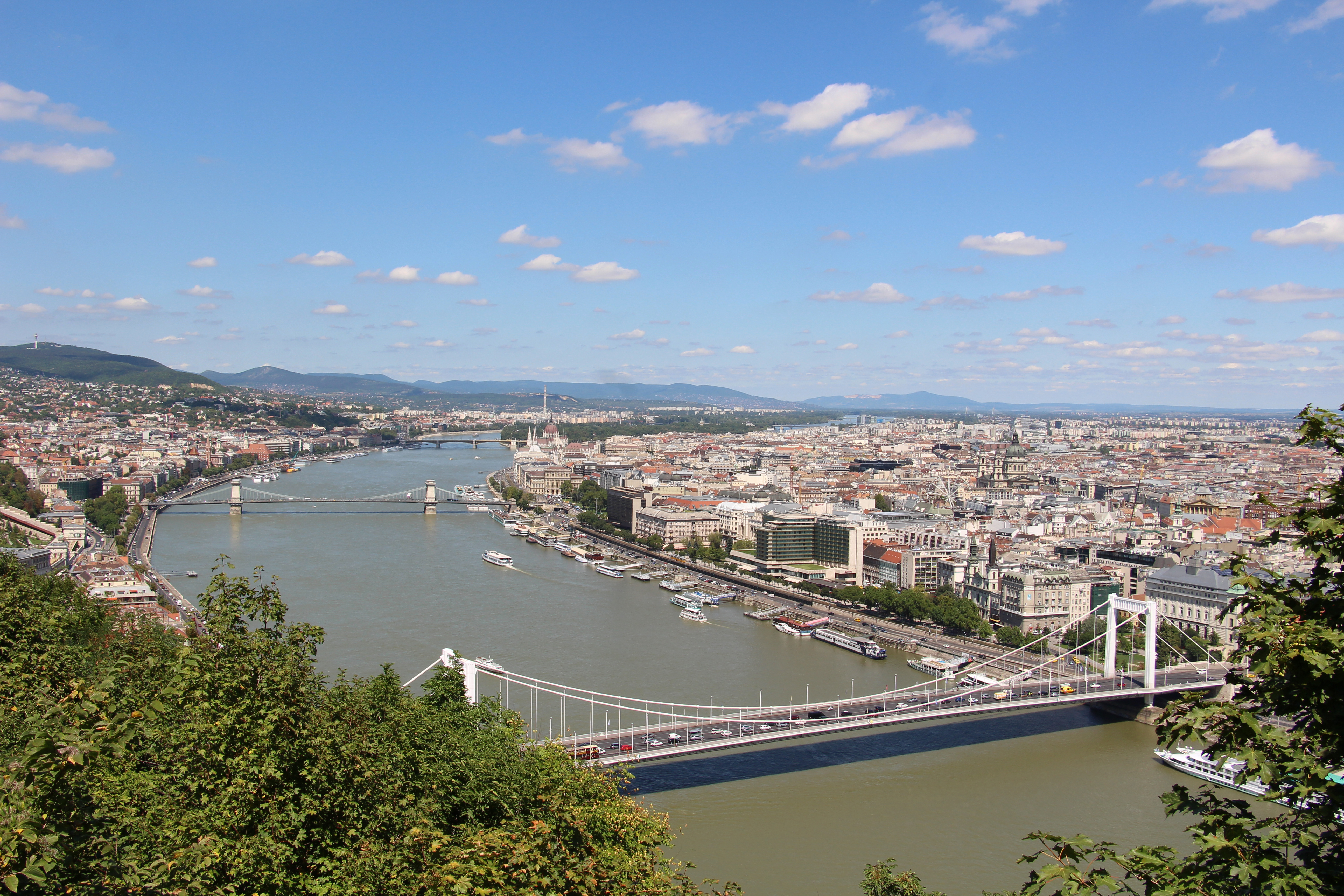
Elisabethbrücke, Kettenbrücke und im Hintergrund die Margaretenbrücke

Budapest ist trotz der enormen Breite des Stroms (etwa 300 m) mit zahlreichen Brücken ausgestattet. Von Nord nach Süd geordnet:
- Megyeri-Brücke (Megyeri híd), 2008 erbaut (Autobahn M0)
- Újpest-Eisenbahnbrücke (Újpesti vasúti híd), 1955 (1896) erbaut
- Árpádbrücke (Árpád híd), 1950 erbaut
- Margaretenbrücke (Margit híd), 1876 erbaut
- Kossuthbrücke (Kossuth híd), 1945/46 erbaut, 1960 demontiert
- Kettenbrücke (Széchenyi Lánchíd), 1849 erbaut
- Elisabethbrücke (Erzsébet híd), 1964 erbaut
- Freiheitsbrücke (Szabadság híd), 1896 erbaut
- Petőfibrücke (Petőfi híd), 1937 erbaut
- Rákóczi-Brücke (Rákóczi híd), 1995 erbaut
- Südliche Eisenbahnbrücke (Összekötő vasúti híd), 1953 erbaut
- Ferenc-Deák-Brücke (Deák Ferenc híd), 1990 erbaut (Autobahn M0)

#### Straßenverkehr

Hauptstraßen, wichtigste Bahnhöfe und Flughafen

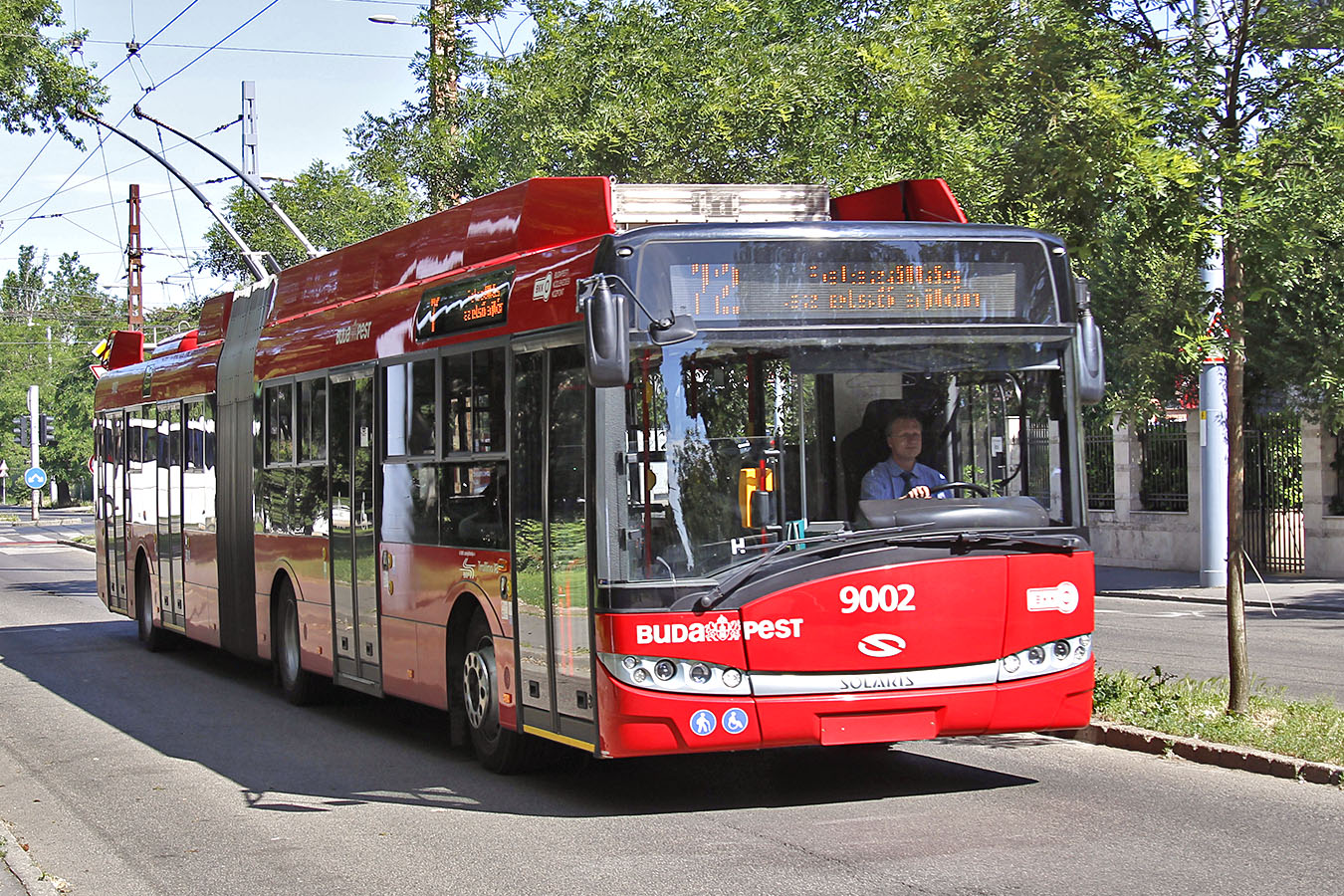
Oberleitungsbusse Budapest

Obwohl der Anteil des Individualverkehrs am gesamten Verkehrsaufkommen der Stadt eher gering ist, kommt es täglich zu Staus in und um die ungarische Hauptstadt. Mehr als 600.000 zugelassene PKW nutzen das Budapester Straßennetz mit einer Länge von über 4.000 Kilometern. Die Innenstadtbezirke und Teile von Buda sind Kurzparkzonen. Verschärft wird die Situation durch einen eklatanten Mangel an Parkhäusern.
Das historische Straßennetz Budapests ist durch Ring- und Radialstraßen gekennzeichnet. Zwischen diesen breiten Straßen liegen eher schmale, heute nur noch für den Einbahnstraßenverkehr geeignete Verkehrswege.
Die meisten Autostraßen Ungarns führen über Budapest. Das Straßennetz muss somit neben dem Stadt- auch den Durchgangsverkehr aufnehmen. Die Donaubrücken sind dem Verkehrsaufkommen nicht mehr gewachsen. Zudem verfügt die Stadt über nur wenige und zu schmale Zubringerstraßen. Der wesentliche Teil des Autobahnringes, die M0, um die Stadt ist inzwischen inklusive der Megyeri híd, einer neuen großen Autobahnbrücke, im Norden der Stadt fertiggestellt worden. Die vollständige Schließung des Ringes im Nord-Westen der Stadt wird zwar vorangetrieben, wird aber durch die schwierigeren geographischen Bedingungen (Buda-Berge) noch länger auf sich warten lassen. Vorrangig ist die Erweiterung des südwestlichen Stückes zwischen der M1 und der M5, welches völlig überlastet ist.
Da der Automobilverkehr einen Beitrag zur Luftverschmutzung des im Winter mit Smog verhangenen Budapest leistet, gibt es seit 2009 ein Gesetz, nachdem das Autofahren an bestimmten Tagen verboten werden kann. Bei deutlich zu hohen Feinstaubwerten ist das Fahren an ungeraden Tagen nur für Autos mit einer ungeraden Endziffer auf dem Kennzeichen erlaubt, an geraden Tagen entsprechend nur für Autos mit gerader Endziffer. Die Polizei kann Verstöße nicht mit Bußgeldern ahnden, sondern nur an die Autofahrer appellieren. Im Januar 2009 trat ein solches Fahrverbot erstmals in Kraft. Der Automobilverkehr reduzierte sich um rund 18 Prozent.

#### Fahrradverkehr
Der Anteil der Radfahrer am Gesamtverkehr ist in Budapest mit etwa ein bis zwei Prozent relativ gering. Im gesamten Stadtgebiet gibt es weniger als 200 Kilometer an Radwegen (weniger als ein Fünftel dessen, was im etwa gleich großen Wien besteht), wovon zwei Drittel nur aus einer auf den Gehsteig gepinselten Linie bestehen. Zweimal im Jahr demonstrieren in Budapest Radfahrer im Rahmen einer Critical Mass für bessere Bedingungen für Radfahrer. Mit bis zu 80.000 Teilnehmern ist sie weltweit die größte Veranstaltung dieser Art.

#### Schienenverkehr

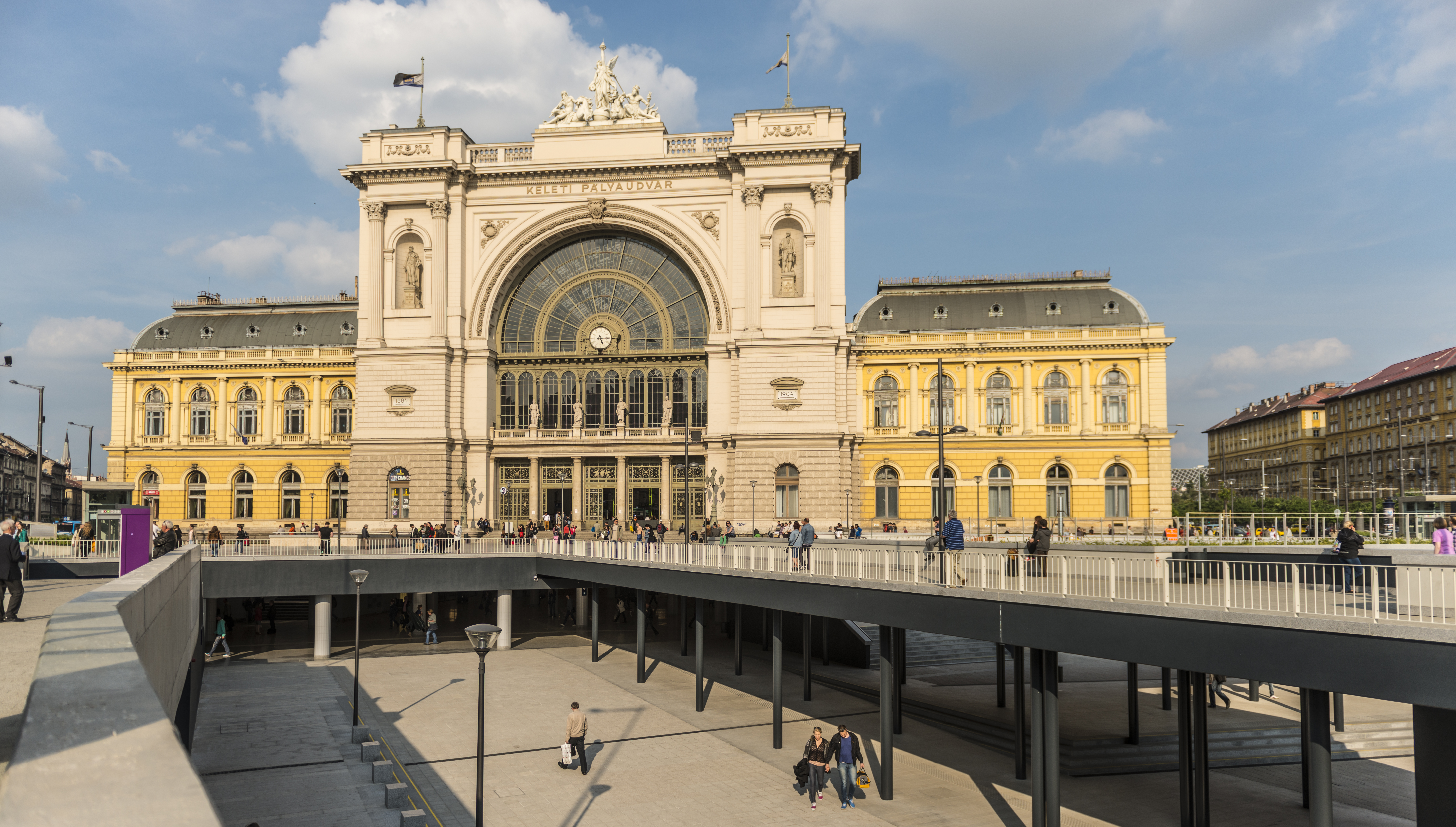
Bahnhof Budapest-Keleti (Ostbahnhof)

Budapest ist ein wichtiger Verkehrsknotenpunkt im Schienenverkehr und liegt am südlichen Endpunkt der Magistrale für Europa. Hierbei handelt es sich um ein wichtiges transeuropäisches Projekt, mit dem zwischen dem Bahnhof Paris-Est und Budapest eine Eisenbahn-Schnellfahrstrecke realisiert werden soll.
Anstatt eines zentralen Hauptbahnhofs besitzt Budapest drei Kopfbahnhöfe, die durch die Metró miteinander verbunden sind. Die Bezeichnungen dieser Bahnhöfe spiegeln dabei die jeweiligen Hauptfahrtrichtungen zur Zeit der Eröffnungen wider und entsprechen nicht mehr den heutigen Gegebenheiten. Daneben gibt es weitere, kleinere Personen- und Güterbahnhöfe.
Wichtigster Bahnhof ist der östlich der Innenstadt im Stadtteil Pest gelegene Bahnhof Budapest-Keleti (Ostbahnhof). Von hier verkehren die meisten internationalen Fernzüge. Daneben bestehen von hier aus auch viele nationale Verbindungen. Zudem ist dieser Bahnhof über Verbindungs- und Ringstrecken von allen Budapest erreichenden Bahnlinien direkt erreichbar.
Nördlich des Ostbahnhofs, ebenfalls auf der Pester Seite, befindet sich der Bahnhof Budapest-Nyugati (Westbahnhof), dessen Bahnbetriebswerk als Bahnhistorischer Park Budapest Europas größtes interaktives Eisenbahnmuseum ist. Von hier bestehen Verbindungen in den Osten des Landes und in Richtung Ukraine.
Auf der Budaer Seite befindet sich der Bahnhof Budapest-Déli (Südbahnhof), von dem aus Züge in den Südwesten des Landes, beispielsweise zum Plattensee, verkehren.

#### Nahverkehr

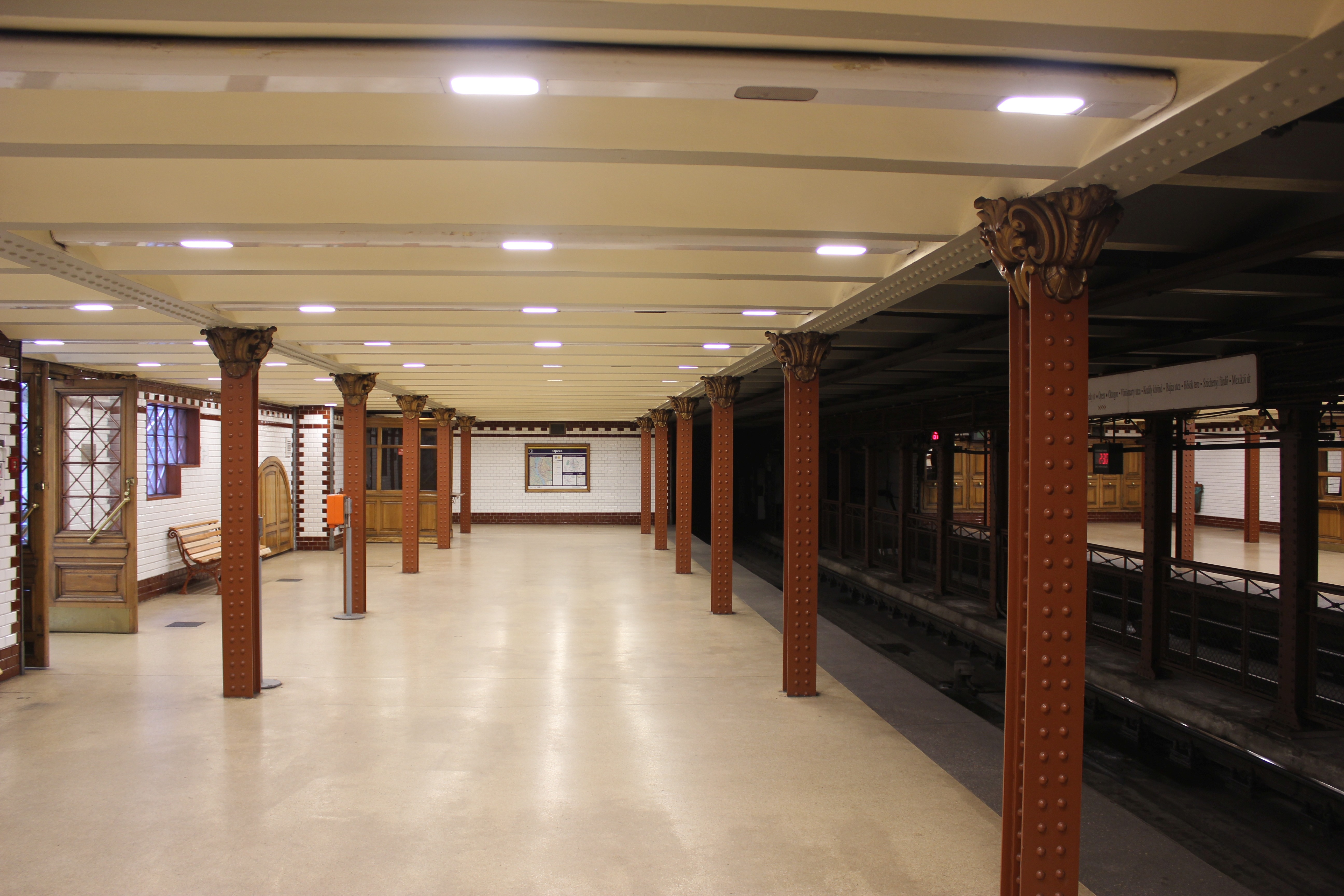
Station der 1896 erbauten Linie M1 der Metró Budapest

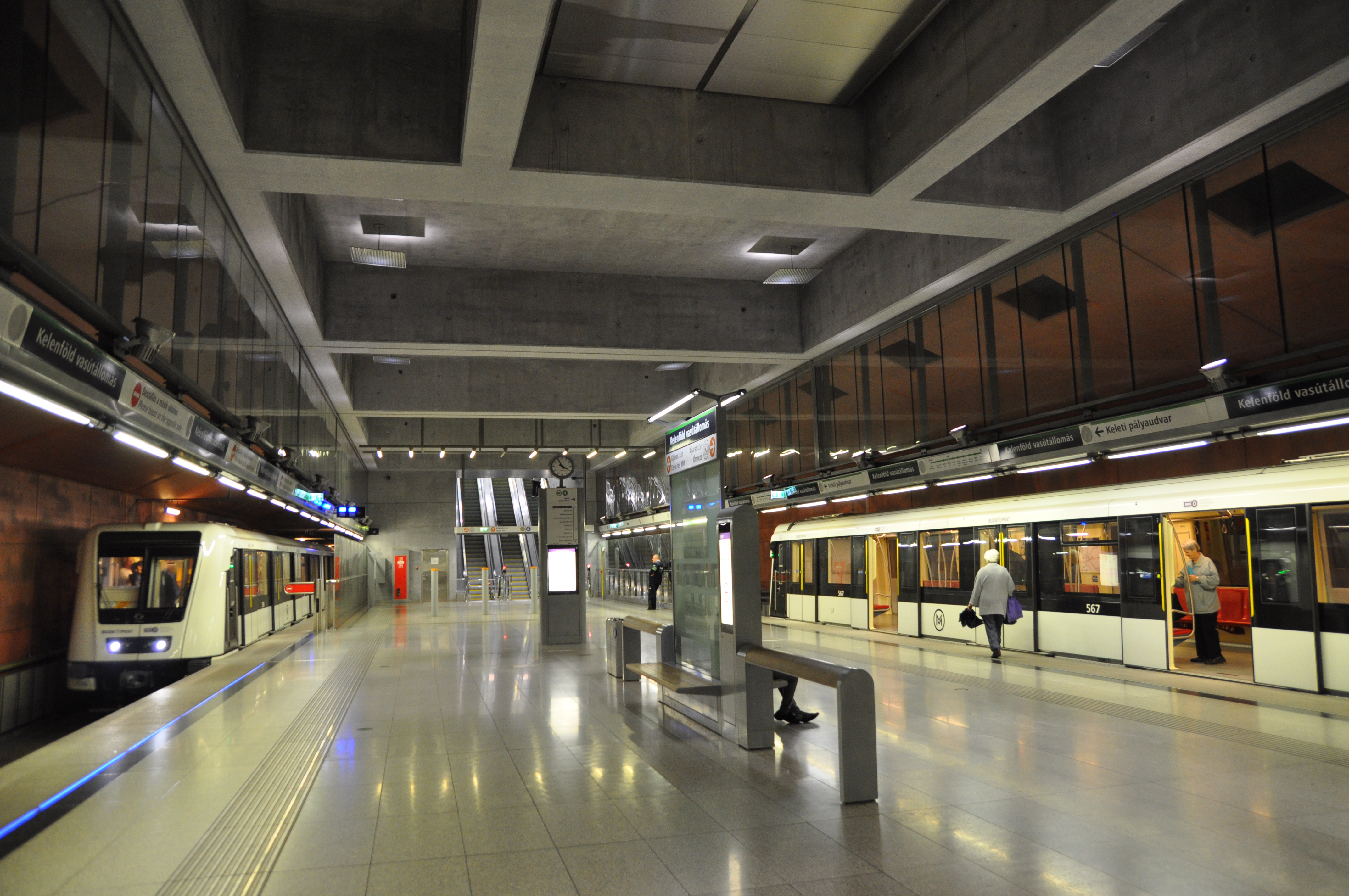
Selbstfahrende U-Bahn-Züge der Linie M4

3,8 Millionen Fahrgäste bewegen sich täglich auf dem insgesamt über 2.000 Kilometer langen Streckennetz des Öffentlichen Nahverkehrs in Budapest. Das Budapester Verkehrsunternehmen (BKV) unterhält Metró- (U-Bahn-), Straßenbahn-, Bus-, Oberleitungsbus- und HÉV-Linien (S-Bahn-ähnliches Angebot). Im Budapester ÖPNV gilt der Verbundtarif des BKK (Budapesti Közlekedési Központ, Zentrum für Budapester Verkehr). Der ÖPNV in Budapest kann von Personen ab 65 Jahren kostenlos benutzt werden. Kinder unter 14 Jahren können den ÖPNV seit September 2021 ebenfalls gratis benutzen.
Neben der 1896 fertiggestellten U-Bahn Földalatti vasút (älteste U-Bahn auf dem europäischen Kontinent), die als Linie 1, Millenniums-U-Bahn oder gelbe Metrólinie bezeichnet wird und zwischen Vörösmarty tér und Mexikói út Fahrgäste befördert, verkehren drei weitere Metrólinien, die rote Linie M2 zwischen Déli pályaudvar und Örs vezér tere sowie die blaue Linie M3 zwischen Újpest und Kőbánya Kispest. Die grüne Linie M4 zwischen Kelenföld vasútállomás und Keleti pályaudvar ist seit 28. März 2014 in Betrieb, eine fünfte ist geplant.
Zurzeit werden 22 Prozent aller Wege mit der Metró zurückgelegt. 41 Prozent aller Fahrtwege sind Busfahrten, weitere 26 Prozent Straßenbahn- (villamos) und fast 5 Prozent O-Bus-Fahrten. Demnach werden fast drei Viertel aller Wege mit straßengebundenen Verkehrsmitteln bewältigt. Auf die fünf Linien der HÉV, einer Art S-Bahn in die Budapester Vororte, entfallen 6 Prozent.
Die Straßenbahnlinien 4 und 6, die mit Ausnahme des einen Streckenendes im Süden von Buda dieselbe Strecke ringförmig um die Altstadt von Pest herum befahren, gehören zu den meistbenutzten Straßenbahnlinien. Sie wurden im Frühjahr 2006 erneuert und seitdem mit den zeitweise längsten Straßenbahnwagen der Welt (den Niederflurwagen Combino Plus von Siemens) bedient. Die seit 2016 auf der Linie 1 eingesetzten neunteiligen CAF Urbos 3 sind mit 56 Metern Länge neuer Rekordhalter.
Weitere Verkehrsmittel sind noch die Seilbahn zum János-hegy, die Kindereisenbahn, die Zahnradbahn zum Schwabenberg und die Standseilbahn zum Burgberg.

#### Luftverkehr
Der internationale Flughafen Budapest Liszt Ferenc (bis März 2011 Ferihegy) liegt etwa 15 Kilometer außerhalb des Stadtzentrums. Mit dem Einstieg mehrerer Billigfluggesellschaften in den ungarischen Markt steigen die Passagierzahlen seit 2004 stark an. Der Flughafen ist mit einem Zubringerbus (reptér-busz) oder über eine Schnellstraße erreichbar. Seit 2007 existiert auch eine Zugverbindung von Ferihegy Terminal 1 zum Bahnhof Budapest-Nyugati. Allerdings ist Terminal 1 stillgelegt, so dass man mit dem Bus zu den anderen Terminals fahren muss. Eine Schnellbahn- oder Metróverbindung von den Terminals 2A und 2B und vom geplanten 2C ins Zentrum ist vorgesehen.

#### Schiffsverkehr

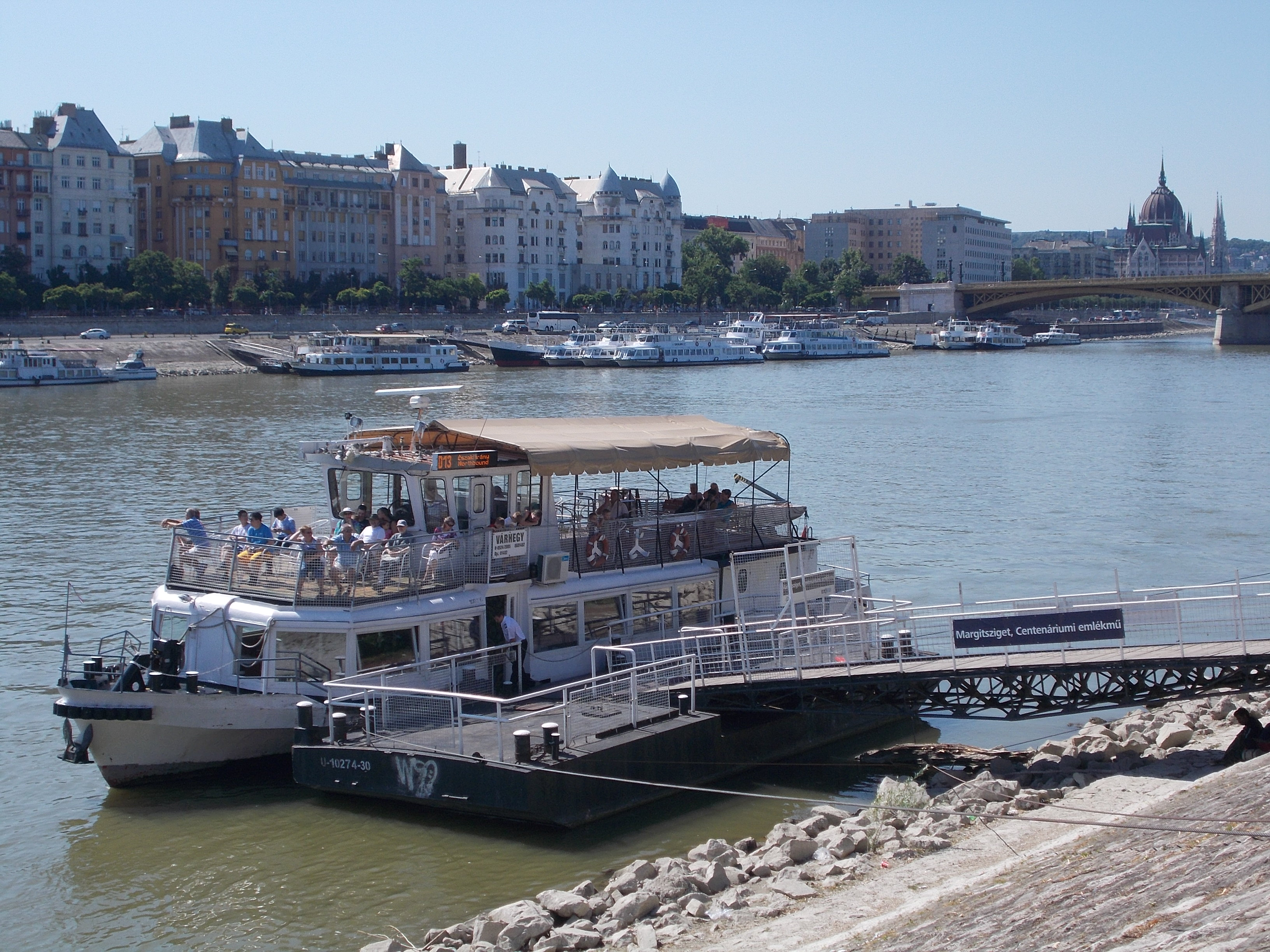
Passagierschiff der BKV

Der Schiffsverkehr hat zunehmende Bedeutung. Neben von einheimischen Reedereien veranstalteten Ausflugsfahrten gibt es Linienfahrten mit Tragflügelbooten nach Bratislava und Wien. Außerdem betreibt auch die BKV Zrt. zwei Fähren und eine Schiffslinie, die alle ein bis zwei Stunden verkehren. Flusskreuzfahrtschiffe, flussabwärts etwa aus Passau sowie flussaufwärts vom Schwarzen Meer bringen jährlich hunderttausende Touristen an die Anlegestellen. So wurden in der Sommersaison 2010 täglich insgesamt bis zu 100 verschiedene Fahrgast-Schiffe an den Ufern der Stadt gezählt.
Der Freihafen für den Güterumschlag umfasst drei Hafenbecken sowie Containerterminals und Lagerhallen, wo auch RoRo-Schiffe beladen werden können. Er bedeckt eine Fläche von über 150 ha.

## Bildung

### Studium in Budapest
Die erste ungarische Universität wurde 1635 von Kardinal Péter Pázmány, als Jesuitenkolleg in Tyrnau (damals zum Königreich Ungarn gehörig) gegründet. Anfänglich gab es lediglich eine geisteswissenschaftliche und eine theologische Fakultät. Einen grundlegenden Schritt in der Entwicklung der Universität stellte die Gründung der Fakultät der Rechtswissenschaften 1667 dar. Nach der Gründung der Medizinischen Fakultät 1769 glich die Struktur der Universität derjenigen anderer europäischer Hochschulen.
Am 1. Februar 1777 unterzeichnete Königin Maria Theresia die Erlaubnis, die Universität nach Buda zu verlegen. Innerhalb der Geisteswissenschaftlichen Fakultät wurde 1782 das Institut für Ingenieurwesen gegründet, das aber 1857 von der Polytechnischen Universität übernommen und schließlich 1871 Teil der Technischen Universität wurde.
Heute finden sich in Budapest zahlreiche erfolgreiche Universitäten und Hochschulen wie zum Beispiel: Corvinus-Universität Budapest, Central European University, Technische und Wirtschaftswissenschaftliche Universität Budapest, Eötvös-Loránd-Universität, Franz-Liszt-Musikakademie, Ungarische Akademie der Bildenden Künste, Semmelweis-Universität, Wirtschaftshochschule Budapest, die deutschsprachige Andrássy Universität Budapest, die ausschließlich Studienprogramme auf Deutsch anbietet, sowie zahlreiche weitere nichtstaatliche Institutionen und die Ungarische Akademie der Wissenschaften.